# 武田薬品工業
武田薬品工業株式会社（たけだやくひんこうぎょう、英: Takeda Pharmaceutical Company Limited）は、大阪府大阪市中央区道修町四丁目と東京都中央区日本橋本町二丁目に本社を置く日本の大手製薬会社である。タケダ、Takeda、武田薬品とも略称される。日本のメガ・ファーマであり、積極的なM&Aによって業績を拡大し続けている。
東証プライム市場およびニューヨーク証券取引所（NYSE）上場企業であり、日経平均株価およびTOPIX Core30、JPX日経インデックス400の構成銘柄の一つ。

## 概要

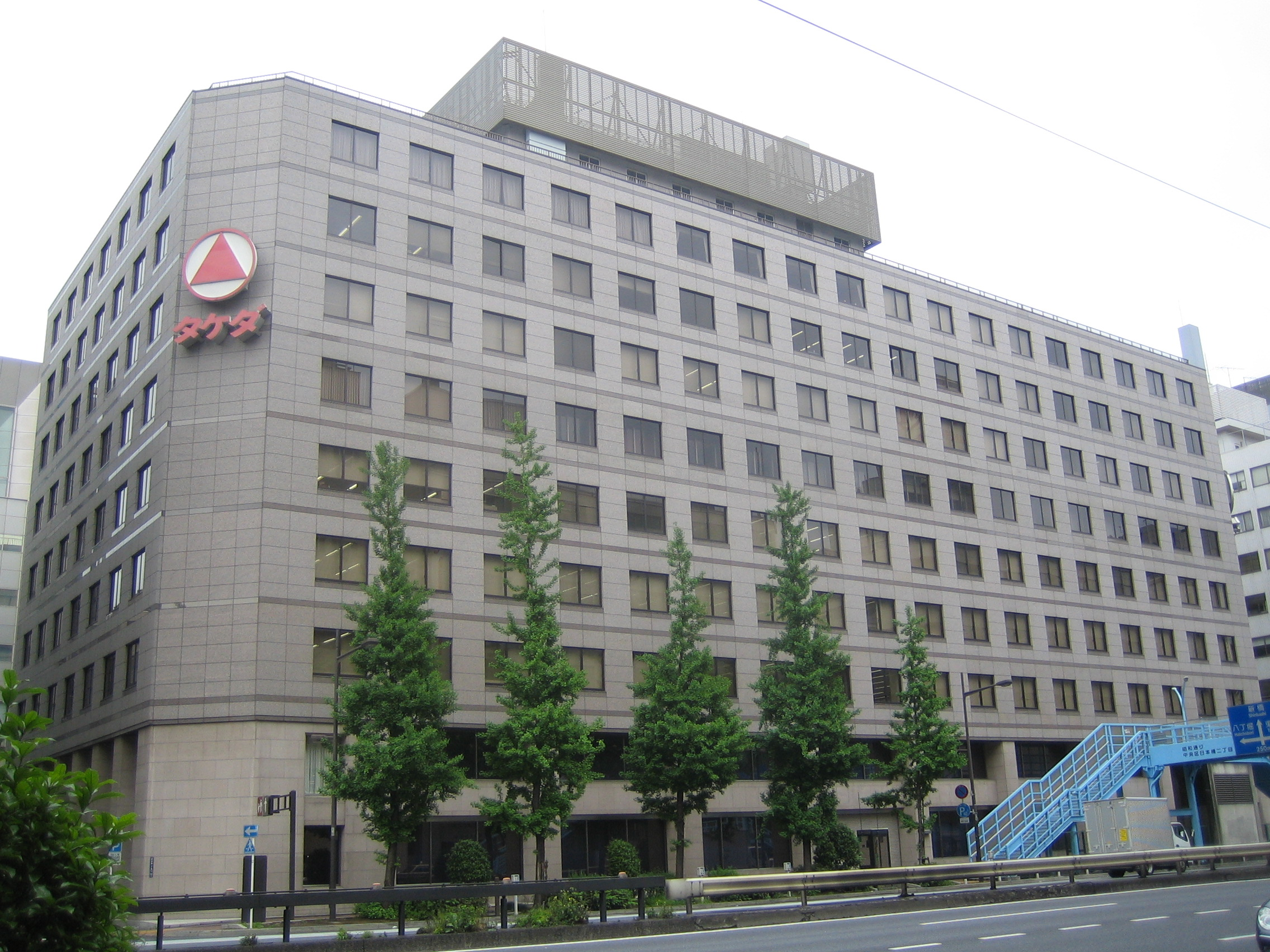
旧東京本社（現在は髙島屋グループ本社ビル）

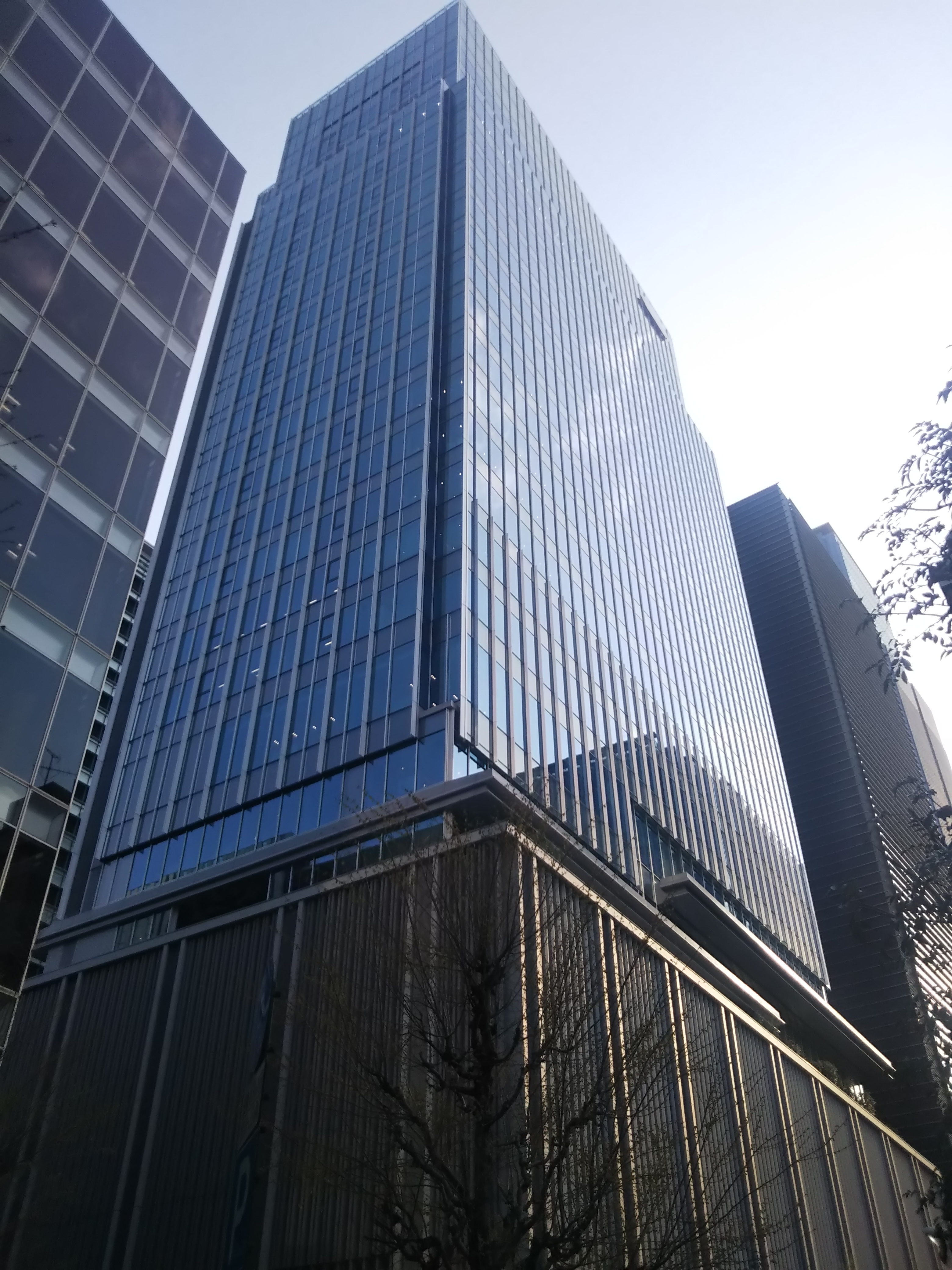
武田グローバル本社

日本の医薬品企業（製薬メーカー）での売上高は1位であり、世界の医薬品企業での売上高（2019年）は9位である。アステラス製薬（旧：山之内製薬・旧：藤沢薬品工業、同18位）、第一三共（旧：三共・旧：第一製薬、同20位）、大塚ホールディングス（大塚製薬・アース製薬・大塚食品・大鵬薬品工業・大塚製薬工場、同21位）、エーザイ（同29位）と共に国内5大医薬品メーカーのひとつである。
連結売上高のすべてが医療用医薬品売上で、消化性潰瘍治療薬、制癌剤などを主力製品とする。2016年度の製品別の連結売上高の上位は、「エンティビオ（国内製品名：エンタイビオ）」(潰瘍性大腸炎・クローン病治療剤)、「ベルケイド」（多発性骨髄腫治療剤）、「リュープロレリン（国内製品名：リュープリン）」（前立腺癌・乳癌・子宮内膜症治療剤）、「パントプラゾール」（消化性潰瘍治療剤）、「アジルバ」（高血圧症治療剤）、「デクスラント」（逆流性食道炎治療剤）、「アログリプチン（国内製品名：ネシーナ）」（糖尿病治療剤）、「ユーロリック」（痛風・高尿酸血症治療剤）、「コルクリス」（痛風治療剤）、「タケキャブ」（酸関連疾患治療剤）の順である。
かつては農薬、ウレタン樹脂、動物用医薬品、うま味調味料およびビタミン・バルクといった非医薬品事業も手がけていたが、これらは2000年から2007年にかけて、それぞれ、住友化学、三井化学、シェリング・プラウ、キリンビールおよびBASFとの各合弁会社に順次移管し、従業員も転籍させ、現在は、それぞれ合弁相手の完全子会社となっている。活性炭・木材保存剤事業も分社化を経て、大阪ガスに株式譲渡された。また子会社だった「武田食品工業株式会社」も、2006年4月3日にハウス食品との共同出資による「ハウスウェルネスフーズ株式会社」に移行し、飲料部門を含む食品部門からも撤退した。さらに、2021年には、アリナミン、ベンザなどの一般用医薬品の製造・販売子会社だった武田コンシューマヘルスケア株式会社（現・アリナミン製薬株式会社）の株式を米国ブラックストーン・グループなどのプライベート・エクイティ・ファンドへ譲渡、医療用医薬品に事業を絞り、現在に至る。これら事業譲渡を反映して、2004年7月1日に英文社名を「TAKEDA CHEMICAL INDUSTRIES, LTD.」から、現在の「Takeda Pharmaceutical Company Limited」に商号変更している。
2016年6月に監査等委員会設置会社となり、2022年現在、取締役15名のうち、12名を社外取締役とし、15名のうち、10名が外国人である。他社の執行役員に相当するものとして、クリストフ・ウェバー直属幹部でグローバルな事業運営組織の長により構成される「タケダ・エグゼクティブ・チーム」（TET）を設置し、多数が日本人以外の外国人で構成されている。2018年3月、東京・日本橋本町に、武田グローバル本社が竣工し、7月にグランドオープンを迎えた。

## 沿革
- 1781年6月12日 - 初代武田長兵衛が薬種商を創業。日本の薬種取引の中心地であった大坂道修町に和漢薬の販売を開始。
- 1871年 - 洋薬の輸入開始。
- 1895年 - 大阪市に自社工場設立、製薬事業を開始。
- 1898年8月 - ウロコ印の商標登録を開始。
- 1908年6月 - 関東代理店「小西新兵衛商店」を開設。
- 1914年 - 「武田研究部」を設立。
- 1915年 - 大阪市淀川区に「武田製薬所」（現在の大阪工場）を開設。
- 1918年7月1日 - 大阪市淀川区に「武田製薬株式会社」を設立。
- 1920年 - 道修町一帯では店舗の道幅を広げ合わせて木レンガで舗装を行なった。
- 1921年
  - 5月 - 新薬部東京出張所を開設。
  - 7月 - 100%子会社「大五製薬合資会社（現・日本製薬）」を設立。
  - 10月11日 - 100%子会社「天藤薬化学研究所（現・天藤製薬）」を設立。
- 1922年6月5日 - 当社の化学薬品部門を分離し、100%子会社「武田化学薬品株式会社（現・富士フイルム和光純薬）」を設立。
- 1925年
  - 1月29日 - 武田長兵衛商店と武田製薬が合併し「株式会社武田長兵衛商店」設立（本社大阪、資本金530万円）。
  - 5月 - 研究所を竣工。
  - 7月6日 - 武田長四郎社長（四代目武田長兵衛）死去。
- 1927年
  - 2月 - 東京市中央区日本橋区本町に「株式会社小西新兵衛商店」を改組。
  - 3月 - 本館付属の新倉庫を竣工。
- 1928年6月 - 創業の地である道修町に本社社屋本館（現在の武田道修町ビル）が竣工。
- 1929年3月 - 沖縄県に「武田薬草園」を開設。
- 1932年7月 - 当社の宮城県仙台市に「新薬部仙台駐在所」を開設。
- 1933年3月 - 京都府京都市に「京都武田薬草園（現・京都薬用植物園）」を創設。
- 1936年4月 - 大阪工場に「新研究所」完成。
- 1937年
  - 2月 - 100%子会社「武田白士工業株式会社（現・水澤化学工業）」を設立。
  - 4月 - 北海道札幌市に札幌駐在所を開設。
- 1938年6月 - 札幌駐在所から札幌出張所に昇格。
- 1939年11月 - 新薬部東京出張所を東京市日本橋区本町三丁目に移転。
- 1940年8月1日 - 100%子会社「武田化成株式会社（現・田辺三菱製薬）」を設立。
- 1942年
  - 3月 - 子会社「三ツ矢アンプル製造株式会社（現・大和特殊硝子）」を設立。
  - 10月 - 大阪府大阪市淀川区十三本町に「武田薬品健康保険組合」を設立。
- 1943年
  - 1月 - 小西新兵衛商店の社長に六代目小西新兵衛の長男・小西専一が就任。
  - 3月 - 当時社長・小西専一が七代目小西新兵衛に改名。
  - 4月 - 当社の新薬部東京出張所を東京出張所に、札幌出張所を札幌支店に昇格。
  - 5月 - 東京出張所を東京支店に昇格。
  - 8月3日 - 武田長兵衛商店が武田薬品工業株式会社に社名変更。
  - 8月10日 - 五代目武田長兵衛が相談役に、六代目武田長兵衛が社長に就任。
  - 同月 - 小西新兵衛商店が小西薬品株式会社に社名変更。
- 1944年
  - 7月 - 東京池袋工場、東京高田工場を開設。
  - 7月21日 - 小西薬品株式会社及びラジウム製薬株式会社を合併、東京支店から東京支社に改称。
  - 9月 - 東京支社を「東京支店」に再び改称。福岡県福岡市に「福岡出張所」を開設。
  - 11月 - 財団法人航空醗酵研究所（現・発酵研究所）を設立。
- 1946年
  - 5月 - 山口県光市に光工場を開設。福岡出張所を福岡支店へ昇格。
  - 6月 - 武田労働組合総連合会を結成。
  - 12月 - 薬局薬店向け「武田薬報」を発行。
- 1947年
  - 6月5日 - 大阪府に行幸した昭和天皇が研究所を視察（昭和天皇の戦後巡幸）[6]。
- 1949年
  - 5月16日 - 東京証券取引所株式第1部及び大阪証券取引所株式第1部に上場。
  - 8月 - 社内報「リビング」を創刊。
- 1950年
  - 7月 - 愛知県名古屋市に「名古屋出張所」を開設。
  - 8月 - 東京支店仙台出張所を一時廃止。
  - 12月 - 日本初の総合ビタミン剤「パンビタン」を発売。
- 1951年
  - 2月 - 東京支店仙台出張所を営業再開。
  - 7月 - 本社社屋（本館・東館）の増改築着工。
  - 9月1日 - 民間放送ラジオ局による宣伝活動開始。
- 1952年
  - 3月 - 札幌証券取引所株式に上場。
  - 5月 - 本社に監査部を新設。
  - 8月 - 本社増築及び新館が竣工。
  - 10月 - 広島県広島市に「広島出張所」を開設。
- 1953年8月17日 - 当社とACC社折半出資により「日本レダリー株式会社（のちに日本ワイスレダリ―、ワイスを経て現・ファイザー）」を設立。
- 1954年
  - 1月 - ビタミン強化白米「ビタライス」を発売。
  - 3月18日 - ビタミンB1誘導体主薬製剤「アリナミン」を発売。
  - 7月 - 名古屋証券取引所第1部株式及び神戸証券取引所株式に上場。滋養強壮保健薬「フローミン」を発売。
  - 9月 - 薬店向け刊行物「武田ニュース」を創刊。
  - 9月24日 - 100%子会社「近江屋有限会社（現・近江屋）」を設立。
  - 10月 - 民間放送ラジオ番組・ラジオ東京（現在のTBSラジオ）他にて一社提供開始。
- 1955年
  - 4月 - 民間放送ラジオ・テレビ広告同時放送を開始。
  - 5月 - 栄養強化白米「ポリライス」を発売。
  - 7月 - 福岡証券取引所株式に上場。
  - 9月 - 総合感冒薬「ベンザ」を発売。
- 1956年
  - 2月 - 本社機構変更（業務部本社営業所・外国部を新設）。
  - 6月 - 便秘薬「オートール糖衣錠」を発売。要町工場を閉鎖。
  - 7月 - 札幌工場を閉鎖。
  - 12月 - 大阪工場・光工場・神崎川工場・東京工場の生産を統括する本社生産部発足。
- 1957年
  - 1月 - 止血剤「ヘスナ」を発売。
  - 3月 - 本社営業所営業部に「農薬課」を新設。
  - 4月 - 子会社「大武商事株式会社」を設立。
  - 8月 - 本社営業所を「大阪営業所」に改称。
  - 9月 - 常務会を発足。
  - 11月2日 - 100%子会社「大和不動産株式会社（現・武田薬品不動産）」を設立。
  - 11月18日 - 食品事業を行う100%子会社「武田食品工業株式会社（現・ハウスウェルネスフーズ及び三菱商事ライフサイエンス）」設立。
  - 12月22日 - 武田二郎副社長死去。
- 1958年
  - 1月 - 現在の北海道札幌市中央区北1条西4丁目1番地に「札幌支店」の新ビル社屋（札幌武田ビル）が完成。
  - 4月 - 子会社「兵武商事株式会社」を設立。
  - 6月 - 子会社「東武商事株式会社」、「神武商事株式会社」を設立。
  - 8月 - 新総合研究所を落成。
  - 10月 - 子会社「愛武商事株式会社」を設立。
  - 12月 - 子会社「武田科学飼料株式会社」・「ベターホームプロダクツ株式会社」を設立。東京支店から「東京支社」へ再び昇格。「東京営業所」を新設。本社資材部を新設。
- 1959年
  - 3月 - 「武田薬品健康保険組合箱根保養所」を開設。
  - 4月 - 子会社「静武商事株式会社」・「京武商事株式会社」を設立。本社に特許管理室を新設。
  - 8月4日 - 武田和敬（五代目武田長兵衛）社長死去。
- 1960年
  - 1月 
    - 子会社「東京標準血清株式会社」を設立。
    - 「財団法人尚志社（現・公益財団法人尚志社）」を設立。

  - 3月 - 子会社「福武商事株式会社」を設立。
  - 4月 - 化粧品「ビネラ」を発売。子会社「千葉武商事株式会社」を設立。
  - 6月11日 - 製薬・医薬販売・食品・化成品・外国の各事業部を設置。
  - 7月 - 大分県別府市に「別府保養所」を開設。
- 1961年
  - 1月 - 福岡倉庫を竣工。
  - 2月 - 当社、本社機械計算部を新設。
  - 3月 - ビタミンC主薬製剤「ハイシー」を発売。
  - 3月22日 - 100%子会社「新和不動産株式会社（現・武田薬品不動産）」を設立。
  - 4月
    - 子会社「日本食添商事株式会社」を設立。
    - 技術本部を新設（管理部・製薬・食品・化学品・醗酵の各技術部を設置）。
    - 総合化学調味料「いの一番」を発売。

  - 5月 - 国内留学制度の新設。
  - 6月12日 - 「抱山会」発足。資格制度を新設。
  - 9月 - 子会社「日本調味料株式会社」を設立。福岡県小倉市（現在の福岡県北九州市）に「小倉出張所」、長崎市に「長崎出張所」、熊本市に「熊本出張所」を開設。
- 1962年
  - 1月 - 山口県徳山市（現在の山口県周南市）に「光工場徳山分工場」を開設。
  - 3月 - 静岡県清水市（現在の静岡県静岡市清水区）に「清水工場」を開設。
  - 4月 - 兵庫県高砂市に「高砂工場」を開設。社史「武田百八十年史」を発行。海外市場へ上場、アジアに進出。
  - 8月 - 食品事業部本部が大阪より東京に移転。
  - 10月 - 薬局・薬店業務を新薬部から営業部へ移管。
  - 12月 - 名古屋出張所から名古屋支店へ昇格。
- 1963年
  - 1月 - 神奈川県藤沢市（一部敷地は鎌倉市）に「湘南工場」を開設。
  - 2月 - 小倉出張所を北九州出張所に改称。
  - 9月30日 - 「財団法人武田科学振興財団（現・公益財団法人武田科学振興財団）」を設立。
  - 10月 - 高砂工場を製薬事業部から食品事業部に移管。
  - 11月 - 研修所内に「吹田総合グラウンド」を竣工。
- 1964年
  - 4月 - 子会社のベターホームプロダクツ株式会社を「武田食品販売株式会社」に、日本食添商事株式会社を「武田食品商事株式会社」にそれぞれ商号変更。静岡市に静岡出張所を開設。
  - 8月12日 - 東京都中央区日本橋江戸橋二丁目7番地にて新社屋の建設を決定、着工。
  - 11月
    - 研究開発本部（製薬事業部開発部・研究所・技術本部を統合）、福岡支店に営業部・新薬部を新設。大分市に大分出張所を開設。
    - 滋養強壮保健薬カプセル剤「強力フローミン」を発売。
- 1965年
  - 2月 - 東京支社に「国際通信専用テレックス」を設置。
  - 5月 - 旭川市に「旭川駐在員事務所」、鹿児島市に「鹿児島駐在員事務所」を開設。
  - 11月
    - 薬局・薬店にて再販制度による取扱店「タケダ会」を発足。
    - ビタミンB1誘導体主薬製剤「アリナミンA5、アリナミンA25、アリナミンA50」・総合胃腸薬「タケダ胃腸薬（三層錠・顆粒）」をそれぞれ発売。
- 1966年
  - 4月 - 「ビネラ会」を結成。除毛クリーム「ビナクイック」を発売。那覇市に「沖縄出張所」を開設。津市に「津駐在員事務所」、岡山市に「岡山駐在員事務所」、宮崎市に「宮崎駐在員事務所」を開設。
  - 5月 - 農薬事業部（化学品事業部により分離独立）を発足。函館市に「函館駐在員事務所」を開設。
  - 10月18日 - 東京武田ビル竣工。
  - 10月25日 - 東京武田ビル内に東京支社及び東京営業所を開設。
  - 11月 - 秋田市に「秋田出張所」を開設。
- 1967年
  - 4月 - 化粧品「エルザ」を発売。小西松柏（六代目小西新兵衛）が死去。
  - 10月 - 東京工場試験農園を閉鎖。
- 1968年
  - 4月 - 武田食品商事を武田食品販売に合併。「東京工場」を閉鎖。
  - 5月 - 岡山駐在員事務所を岡山出張所に昇格。立川市に「立川出張所」、浦和市に「浦和出張所」、千葉市に「千葉出張所」及び「葛飾駐在員事務所」を開設。男性用化粧品「タケダフォーメン」を発売。
  - 6月 - 仙台出張所を仙台営業所へ昇格。
  - 8月 - 浦和出張所を埼玉出張所に改称。
  - 10月 - 農薬事業部本部を大阪から東京へ移転。
- 1969年
  - 2月 - 五社会（吉富・大五・和光・水澤・武田）が発足。
  - 4月 - 大和不動産の大和道修町ビルが竣工。子会社「ミナベ化工株式会社」を設立。
  - 9月 - 松本市に「松本出張所」、松山市に「松山出張所」を開設。従来の社報を廃止し「タケダ広報」を創刊。
  - 10月 - 100%子会社「株式会社ソイプロ」・「武田園芸資材株式会社（現・KINCHO園芸）」を設立。
- 1970年
  - 1月 - 福岡武田ビルが竣工、福岡支店を移転。
  - 4月 - 漢方薬製剤の生産開始。
  - 10月 - 漢方胃腸薬「タケダ漢方胃腸薬（錠・末）」を発売。
  - 12月 - 消化薬「タケダ消化薬」、総合胃腸薬「新タケダ胃腸薬（三層錠・顆粒）」を発売。
- 1971年
  - 2月 - 郡山市に「福島出張所」、鹿児島市に「鹿児島出張所」を開設。
  - 3月 - 畜産事業部を発足（食品事業部を分離独立）。外国事業部、中南米事務所を開設。
  - 4月 - 広島出張所から広島営業所へ昇格。子会社「関西食品販売株式会社」を設立。
  - 9月 - 漢方製剤「ロックミン」を発売。
  - 10月 - 物流管理部を新設。米子市に「米子出張所」を開設。
- 1972年
  - 1月 - 茨城県鹿島郡に「鹿島工場」を開設。
  - 3月 - 医薬事業部に発足（製薬事業部・医薬販売事業部・研究開発本部医薬開発部を統合）。前橋市に「前橋出張所」、水戸市に「水戸出張所」、宇部市に「宇部出張所」を開設。
  - 4月 - 子会社「関東食販株式会社」を設立。
  - 5月 - 那覇市に「那覇営業所」を開設。
  - 9月 - 青森市に「青森出張所」を開設。
- 1973年
  - 1月 - 子会社「エムシー工業株式会社」を設立。医薬事業部の医用機器部を新設。
  - 3月 - 信州大黄配合漢方処方「大黄甘草湯」製剤便秘薬「タケダ漢方便秘薬」を発売。
  - 4月 - バイエル・吉富・武田の3社合弁により「バイエル薬品株式会社」を設立。
  - 8月 - 環境管理部を新設。
  - 9月 - 企画本部を新設（企画・調整・技術企画・企画調査の4部編成）。
  - 11月 - 100%子会社「東北武田化成株式会社」を設立。
- 1974年
  - 9月 - 鼻炎用薬「ベンザ鼻炎用カプセル」を発売。
  - 10月 - 女性漢方製剤「ルビーナ」を発売。
  - 11月 - 六代目武田長兵衛が社長から会長に、七代目小西新兵衛が副社長から社長に昇格。
- 1975年
  - 1月 - 子会社「ニッタケ食品株式会社」を設立。
  - 2月 - 水虫薬「ポリカFチンキ」、「ポリカF軟膏」を発売。
  - 3月 - 子会社「光西和運送株式会社」・「郡山ケミカル株式会社」を設立。
  - 4月 - 埼玉県草加市に「東京物流センター」を竣工。
  - 7月 - 堺市に「堺駐在員事務所」、宇都宮市に「宇都宮駐在員事務所」を開設。
  - 「TAKEDA PRODUCTS INFORMATION」を発行開始。
- 1976年
  - 7月 - 高知市に「高知駐在員事務所」を開設。
  - 11月 - 盛岡市に「盛岡駐在員事務所」を開設。「福岡物流センター」を竣工。
  - 12月 - 女性漢方製剤「ルビーナセブン」を発売。
- 1977年
  - 2月 - 工務技術部を新設。
  - 6月 - 山形市に「山形駐在員事務所」を開設。
  - 9月 - 函館・釧路・盛岡・山形・宇都宮・津・高知・宮崎の各駐在員事務所を出張所に昇格。東京都中野区に「中野駐在員事務所」を開設。
  - 10月 - 姫路市に「姫路駐在員事務所」を開設。
  - 11月 - 漢方胃腸薬「タケダ漢方胃腸薬A末 <分包>・錠剤」、総合胃腸薬「タケダ胃腸薬A末・錠剤」、鎮痛鎮痙薬「タケダU胃腸薬」を発売。
  - 12月 - 漢方製剤「ロックミンゴールド」を発売。
- 1978年
  - ヨーロッパ市場に進出。
  - 9月 - 化粧品「スプリエシリーズ」を発売。和歌山市に「和歌山出張所」を開設。
  - 10月 - 甲府市に「甲府出張所」を開設。
- 1979年
  - 7月 - 富山市に「富山出張所」、岐阜市に「岐阜出張所」、厚木市に「厚木駐在員事務所」を開設。
  - 9月 - 総合感冒薬「ベンザエース」を発売。
- 1980年
  - 2月3日 - 当時の武田彰郎副社長死去。
  - 3月 - 除毛クリーム「プリッシュ」を発売。
  - 3月5日 - 一般用医薬品事業部門の100%子会社「福知山武田株式会社（武田ヘルスケアを経て現・アリナミンファーマテック）」を設立。
  - 4月 - 海外留学制度を発足。
  - 9月1日 - 六代目武田長兵衛元会長死去。
  - 12月 - ビタミンC製剤「ハイシーS」を発売。
- 1981年
  - 2月 - 「資源エネルギー室」を新設。
  - 4月 - ビタミン強化米「新玄」を発売。
  - 女性用化粧品「スプリエホワイトCクリーム」を発売。
- 1982年 - 「武田長兵衛」を発行。
- 1983年
  - 5月11日 - 「武田二百年史」を発行。
  - 総合感冒薬「ベンザエースD錠」を発売。
- 1984年
  - 4月2日 - 東京支社を東京本社に昇格。東京・大阪の東西二本社制を採用。宮城県仙台市二日町に「東北支社（現在の東北支店）」を開設。全国の事業所では各出張所を各営業所に昇格、東京・北関東・甲信越・千葉・埼玉・大阪・京都・神戸・中国・四国の各支店を開設。
  - 6月 - 「武田二百年」を発行。
- 1985年
  - 1月11日 - 100%子会社「武田薬品不動産株式会社」設立。
  - 11月5日 - ペーハーセンサーの総合胃腸薬「タケダ胃腸薬21」を発売。
- 1986年 - 3強壮生薬・ビタミン・カルシウム配合保健薬「フローミンエース」を発売。
- 1987年
  - 3月3日 - 滋養強壮内服液で初めての50ml「アリナミンV-DRINK」を発売。
  - 10月14日 - 大阪工場・中央研究所内に「株式会社武田分析研究所」を設立。
  - 11月 - 武田薬品広島ビル（現・タケダ広島ビル）が竣工、中国支店を移転。
- 1988年1月 - 茨城県つくば市に「筑波リサーチセンター」を設立。
- 1989年
  - 4月1日 - 薬粧本部をヘルスケア本部に改称し大阪より東京に移管。
  - 6月 - ビタミンC主薬製剤「ハイシーL」を発売。
  - 9月 - 武田薬品仙台ビル（現・タケダ仙台ビル）が竣工、東北支店を移転。
- 1990年
  - 4月1日 - 東京本社のヘルスケア本部をヘルスケア事業部に改称。
  - セラチオペプチターゼ・クムライト配合総合感冒薬「ベンザエースカプレット」を発売。
- 1991年11月 - 武田御堂筋ビルが竣工。生薬配合胃腸薬「スタンバイ胃腸ドリンク」を発売。
- 1992年
  - 1月 - 本店を現在地に移転。
  - 「環境に関する基本原則」を制定。
- 1993年
  - 2月 - クロトリマゾール配合水虫薬「スコルバ」を発売。
  - 6月 - 武田國男が社長に就任。
  - 8月 - タケダ札幌ビルが竣工。札幌支店及び営業所を移転。
  - 10月 - ビタミンB1B6B12主薬製剤・ビタミンE配合「アリナミンEX」を発売。
- 1994年 - 各事業を統合し「生活環境事業部」に再編。ビタミンB1誘導体主薬製剤「アリナミンA50」、総合感冒薬「ベンザブロック」を発売。
- 1995年
  - 1月 - 七代目小西新兵衛相談役死去。
  - 4月1日 - 医薬事業部を「医療用医薬品事業部門」に変更。
  - 6月16日 - 100%子会社「株式会社エルアイ武田」を設立。
  - ビタミンB2B6製剤「ハイシーBメイト」、胃腸薬「タケダ胃腸薬 ザッツ」を発売。
- 1996年
  - 1月18日 - 非売品本「小西新兵衛」を発行。
  - 3月 - 100ml栄養ドリンク剤「アリナミンダイナミック」を発売。
  - 4月1日 - 医療用医薬品事業部門以外の部門に社内カンパニー制を導入（ヘルスケアカンパニー、フード・ビタミンカンパニーなど）。
- 1997年 - 市販向けH2ブロッカー胃腸薬「ザッツブロック」、ビタミンEC製剤「ハイシーピゼア」を発売。
- 1998年 - 水虫薬「スコルバLXシリーズ」、便秘薬「クリア」を発売。
- 1999年4月1日 - 「武田薬品コンプライアンス・プログラム」を実施。薬事法改正に基づき、「アリナミンドリンクシリーズ」が医薬品から医薬部外品へ移行。
- 2000年
  - 当社の動物用医薬品事業を、シェリング・プラウとの合弁会社へ譲渡（その後、株式譲渡）。ビタミンC・ビフィズス菌配合整腸薬「ハイシービフィーズ」、栄養ドリンク剤「ハイシーCE Time」を発売。
- 2001年
  - 4月 - 医薬部外品100ml栄養ドリンク剤「アリナミン7」を発売。
  - ビタミンEC製剤「ハイシーEクラス」、医薬品50mlドリンク剤「アリナミンe内服液」を発売。ウレタン事業を、三井化学との合弁会社へ譲渡（その後、株式譲渡）。
- 2002年
  - ビタミンC製剤「ハイシーホワイト2」を発売。調味料事業を、麒麟麦酒との合弁会社へ譲渡。
  - 10月31日 - 農薬事業を、住友化学との合弁会社へ譲渡（その後株式譲渡）。
  - 11月29日 - 100%子会社「清水製薬株式会社」を、味の素株式会社の製薬会社に移管。
- 2003年
  - 塩酸ブテナフィン配合水虫薬「スコルバダッシュ」、ビタミンB1誘導体主薬製剤「アクテージAN錠」を発売。
  - ビタミンB2B6製剤「ハイシーBメイト2」を発売。
  - 長谷川閑史が社長に就任。
- 2004年7月1日 - 英文社名を、「TAKEDA CHEMICAL INDUSTRIES, LTD.」から「Takeda Pharmaceutical Company Limited」へ変更。
- 2005年3月31日 - 当社の活性炭等事業子会社を大阪ガスグループへ譲渡（現・日本エンバイロケミカルズ）。
- 2006年
  - 3月31日 - 湘南工場を閉鎖。
  - 4月3日 - 化学品事業の三井武田ケミカル株式会社の株式を三井化学に、食品事業の武田食品工業株式会社の株式を、ハウス食品との合弁会社「ハウスウェルネスフーズ株式会社」へ譲渡（その後、株式譲渡）。
- 2007年10月31日 - 農薬事業の住化武田農薬株式会社の株式を住友化学へ譲渡。
- 2008年
  - 2月 - 塩酸ブテナフィン・かゆみ止め配合水虫薬「スコルバEX」を発売。
  - 3月31日 - 100%子会社「武田バイオ開発センター株式会社」を設立。
- 2009年
  - 80mlノンカフェインドリンク剤「アリナミンR」、漢方処方による胃腸薬「ストレージシリーズ」を発売。グローバル運営体制の強化推進開始。
  - 6月 - 旧湘南工場跡地に新研究所を着工。武田國男会長が退任。
- 2010年 - 大阪府吹田市に新研修所「CLI（Center for Learning and Innovation）」を設立。
- 2011年
  - 2月 - 神奈川県藤沢市に新研究所施設「湘南研究所」を開設。
  - 9月 - スイスの製薬大手、ナイコメッド社を96億ユーロ（約1兆円）で買収、自社販売地域が28カ国から70カ国に拡大。
- 2012年
  - 1月 - グローバルでのワクチン事業強化のため「ワクチンビジネス部」を新設。
  - 8月3日 - ジョンソン・エンド・ジョンソンが販売する一般用医薬品の日本国内での独占販売契約を締結。
    - 既に販売している禁煙補助剤「ニコレット」に加え、同年10月から「アネトン」・「タイレノール」・「コールタイジン」・「バイシン」・「テレスHi」・「テラ・コートリル」・「テラマイシン」がラインナップに加わる（一部商品は販売提携扱いとなる）。
- 2013年
  - 7月12日 - 大阪証券取引所第1部の上場を廃止。
  - 7月16日 - 東京証券取引所と大阪証券取引所の市場統合に伴い、東京証券取引所第1部に指定替え。
  - 9月4日 - 総合感冒薬「ベンザブロックプラスシリーズ」を発売。
  - 10月1日 - 同年3月に締結した日東薬品工業が製造するカルシウム主薬製剤「新カルシチュウD3シリーズ」の日本における仕入販売契約に基づき、同日から販売開始。
  - 11月14日 - 森田桂社長が死去。
  - 11月30日 - 次期CEO候補として、グラクソ・スミスクラインのワクチン子会社社長だったクリストフ・ウェバーを招聘。2014年6月の株主総会および取締役会の承認を前提として、ウェバーが代表取締役社長COOに、長谷川閑史（当時、社長）が代表取締役会長CEOに就任予定と発表。
- 2014年
  - 4月1日 - 子会社「武田バイオ開発センター株式会社」を医薬開発本部に統合。
  - 6月27日 - 株主総会、取締役会の選任決議を経て、長谷川閑史が代表取締役取締役会長兼CEOに、クリストフ・ウェバーが代表取締役社長兼COOに就任。
    - なお、2014年4月、創業一族や元経営幹部ら約110人より海外有力製薬大手出身で外国人の社長就任など外国人幹部多用・優遇のダイバーシティ政策など、会社の現状・施策を危惧する質問状が提出されていた。

  - 8月26日 - 三井不動産、武田薬品不動産及び当社による共同開発「日本橋本町二丁目特定街区開発計画」の概要が決定。計画地北側に地上24階、地下4階、高さ約123mの新オフィスビルを建設し、当社がオフィスとして使用する予定。
  - 10月28日 - ルイジアナ州西部連邦地方裁判所での2型糖尿病治療剤「アクトス」による膀胱がんを主張する当社および米国子会社並びにイーライ・リリーに対する製造物責任訴訟（原告Terrence Allenほか）で、4月7日に原告の主張を認める陪審評決が下され、補償的損害賠償として1.475百万米ドル（当社側負担割合75%、イーライ・リリー負担割合25%）を認定する一方、懲罰的損害賠償として当社側に60億米ドル、イーライリリーに30億米ドルの損害額を認定した。9月3日、この評決に則った判決がなされたが、10月28日、当社側分を27.65百万米ドル、イーライリリー社分を9.22百万米ドルへと減額する決定を下したと公表した。さらに、会社は、訴えを科学的根拠のないものとし、上訴を通じて争うとした。
- 2015年
  - 2月6日 - 日本橋本町にて新オフィスビル「新東京武田ビル」着工。
  - 3月17日 - 当社社外取締役の數土文夫が会長を務める東京電力は、当社取締役会長の長谷川閑史を社外取締役に起用し、6月末に開く株主総会を経て正式に就任する予定と発表。
  - 4月1日
    - クリストフ・ウェバーがCEOに昇格。長谷川閑史は代表取締役取締役会長として引き続き経営にあたる。
    - 組織名称を、「ジャパンファーマビジネスユニット」（旧・医薬営業本部）、「ジャパンコンシューマーヘルスケアビジネスユニット」（旧・ヘルスケアカンパニー）などに改称。
    - 東京支店、北関東・甲信越支店、千葉・埼玉支店及び日本橋営業所を現在地に移転。
    - 子会社の水澤化学工業の株式を「大阪ガスケミカル株式会社」に譲渡。

  - 4月17日 - 京都大学iPS細胞研究所（CiRA）とiPS細胞研究に関する10年間の共同研究契約を締結。
  - 4月29日 - 米国アクトス製造物責任訴訟に関し、当社と米国子会社が和解に向けた合意に至る。
    - 和解金などとして、2015年3月期第4四半期に27億米ドル（3,241億円）を引当計上、製造物責任保険による支払いが見込まれる保険金額を金融資産として、純額をその他の営業費用として計上する予定。当期は営業損失として1,300億円、税引前損失として1,450億円を見込むが、配当方針・期末配当予定に変更ないと発表。

  - 6月24日 - 取締役のフランソワ・ロジェ最高財務責任者（CFO）が、26日付で、ネスレ日本のCFOに転身し、当社を26日付で退任すると発表。26日に開催予定の定時株主総会開催の直前であり、ウェバー社長への報告は2日前とのこと。
  - 12月28日 - 梅本純正元会長が死去。
- 2016年
  - 1月12日 - クリストフ・ウェバー社長は、糖尿病を含む代謝領域の研究を中止する方針を表明。「がん」「消化器」「中枢神経」の3領域に経営資源を集中投入する方針。
  - 2月3日 - 当社の「ジャパンコンシューマーヘルスケアビジネスユニット（JCHBU）」事業を2017年4月に分社化すると発表。
  - 4月1日 - 「ブロプレス（単剤）」「タケプロン（単剤）」「ベイスン」などの長期収載品事業を、三角吸収分割によりテバ製薬株式会社の子会社「大正薬品工業株式会社」が承継。同時に大正薬品工業は「武田テバ薬品株式会社」に社名変更。当社は対価としてテバ製薬株式会社（本社：名古屋市中村区）の株式を49%取得。
  - 4月15日 - JCHBU事業分社化に向け、事業譲受の為の準備会社として「武田コンシューマーヘルスケア株式会社」を設立。
  - 4月28日 - 「監査等委員会設置会社」への移行、定款変更を6月29日の定時株主総会に付議することを取締役会で決議。重要な業務執行の決定を取締役会から取締役へ権限委譲、責任限定契約を締結できる取締役の範囲を拡大、取締役会長が株主総会の議長となり、副社長、専務取締役および常務取締役を当面置かず、業務執行取締役は、取締役会長と社長のみにする。
  - 9月13日 - 「PRA Health Sciences, Inc.」（本社：米国ノースカロライナ州ローリー）と提携契約を締結。同社は、当社のパイプライン開発および販売許可取得後に必要な医薬品の市販後臨床開発を実施。これにより、臨床開発や市販後臨床開発の従業員のPRAへの移籍などを協議予定。
  - 10月1日 - ジャパンファーマビジネスユニット（JPBU）にある営業本部の営業教育&製品情報部を「営業教育部」に改称。JCHBUの医薬情報部を「製品情報部」に改称。「品質保証部」を新設。武田49:テバホールディングス51の合弁会社としてテバ製薬が「武田テバファーマ株式会社」（本社：愛知県名古屋市中村区）に商号変更。
  - 12月27日 - 一般用検査薬「ハイテスター」シリーズを発売し、一般用検査薬カテゴリーに参入。排卵日予測検査薬の「ハイテスターL【第1類医薬品】」と妊娠検査薬の「ハイテスターN【第2類医薬品】」の2種類がラインナップされる。
- 2017年
  - 1月9日 - がん関連の米国医薬品企業、ARIAD Pharmaceuticals, Inc. （本社：マサチューセッツ州ケンブリッジ）の全株式を1株24米ドル（総額・約52億米ドル）で取得、買収することに合意。新規負債による資金と手元資金を充当し、2月末までに買収完了の見込で、配当方針に影響なしと発表。臨床試験中の非小細胞肺がん治療薬brigatinib、白血病治療薬Iclusigなど獲得により、がん領域での成長が期待される。
  - 2月16日 - 米国のがん関連の医薬品企業、ARIAD Pharmaceuticals, Inc.（本社：マサチューセッツ州ケンブリッジ）を公開買付などにより買収し、100％子会社である武田ファーマシューティカルズUSA Inc.の子会社とした。
  - 4月1日 
    - アリナミンシリーズ、ベンザシリーズなどの消費者向け、一般用医薬品や健康食品を扱っていたJCHBU事業を吸収分割により子会社「武田コンシューマーヘルスケア株式会社」へ承継。同時に、一般用医薬品の製造子会社「武田ヘルスケア株式会社」の全株式を武田コンシューマーヘルスケアに譲渡し、同社の子会社に移行。
    - 株式会社産業革新機構、株式会社メディパルホールディングスとの3社共同出資により、株式会社スコヒアファーマを設立。出資比率は革新機構70.5%、武田19.5%、メディバル10%。武田から切り離された腎・代謝・循環器領域などで、日本発の創薬ベンチャーを目指す。
    - 特許切れの長期収載品「アクトス錠」などの7製品を追加して、武田テバファーマの全額出資子会社「武田テバ薬品」に移管、譲渡した。

  - 4月13日 - 長谷川閑史が取締役会長退任後、当社の相談役に就任すること、6月の株主総会終了以降、当面会長職の後任は選任しないこと、坂根正弘社外取締役が取締役会議長として、取締役会の議事を進行することを発表した。
  - 4月21日 - 試薬、化成品、臨床検査薬事業の連結子会社であった和光純薬工業の全株式を、株式公開買付けに応募する形で富士フイルム株式会社へ譲渡。株式売却益（税引前）約1,000億円（譲渡価額1,985億円）を計上する見込み。
  - 6月1日 - 大阪の道修町にあった日本開発センターの一部事業を分割し、米国PRA Health Sciencies Inc.（米国ノースカロライナ）の英国子会社、Phama Research Associates(UK)Ltd.との50:50の合弁会社、武田PRA開発センター株式会社とした。将来は、PRA Health Sciencies Inc.に売却予定である旨も説明されている。
  - 6月28日 - 株主総会に先立ち、株主15名が「元最高責任者の相談役や顧問は経営面で強い影響を持つ」とし、1. 定款の一部変更（定款第16条の2として、原則、相談役・顧問を置かないものとし、置くときは、株主総会の決議を要する規定を追加）、2.取締役の解任（ROE低下、ナイコメッド買収、ブロプレス過大広告、社内幹部育成を怠り、外部リクルートだよりの深刻な事態を招いた長谷川閑史の解任）につき、株主提案された。会社は、ウェバー社長名で、これに反対を表明、長谷川閑史会長が総会後に退任し、相談役になる人事を4月に発表しており、相談役が企業統治上、影響を及ぼすことはない、取締役退任後2年間、相談役に在任する、同氏の報酬は現報酬の約12%で、社用車や専任秘書は置かない予定と説明し、全株主に書面を追加送付した。6月28日の定時株主総会では株主提案として付議されたが、反対多数で否決された。長谷川閑史は、予定通り相談役（2年間）に就任した。
  - 7月1日 
    - 大阪の十三にあったファーマシューティカルサイエンス部門（旧・CMC研究センター）の一部事業を、5月15日付でスペラファーマに分割。その発行済株式すべてを、武州製薬株式会社に譲渡。
    - 湘南研究所にあったスクリーニング、合成、薬効薬理、薬物動態、安全性評価などの創薬研究部門の一部事業を分割・承継し、100%子会社としてAxcelead Drug Discovery Partners株式会社が発足。当社以外の外部研究機関やバイオベンチャーなどの創薬企業・組織に対しても、創薬のコンサルティングなどを行い、サービスを提供する。スコヒアファーマ、武田PRA開発センター、スペラファーマ、Axcelead Drug Discovery Partnersの分社化、譲渡などにより、日本人社員は各社に移り、研究体制は、米国ボストンが中心とされ、日本事業の大規模なリストラが実施されたとされる。
- 2018年
  - 3月20日 - 武田グローバル本社が竣工。東京本社の機能を引き継ぎ、世界70カ国以上に展開するタケダグループのグローバル本社となる。高さ約124 m（地下4階、地上24階、塔屋1階）であり、4階以上はオフィススペースとして武田薬品が使用し、地下1階から地上2階までは、一般の人も利用できるスポーツジム、飲食店、貸会議室が入居する。
  - 3月31日 - 米国クラフトフーズ社から転職したジェームズ・キーホーが「米国において他業種での新たなキャリアに挑戦するため」としてCFOを2年足らずで退任する意向を表明。その後、5月31日付で取締役を退任。ネスレへ転職した前任CFOのフランソワ・ロジェに続く2例目。後任は、4月1日付でEUCAN（欧州カナダ）Business UnitのCFOであるコスタ・サローコスが会社全体のCFOに就任する。
  - 5月8日 - アイルランドの製薬大手シャイアーを760億ポンド（日本円にして6兆8000億円）で買収することに合意。買収により日本の製薬会社では初めて世界10位以内に入る見通しである。
  - 12月5日 - 臨時株主総会が開かれ、シャイアーの買収が承認された[7]。日本のM&Aで過去最高額となる約6.8兆円の巨額買収が成立し、売上高3.3兆円、世界7位となる日本初のメガファーマが誕生することになった[7]。買収手続は2019年1月8日に完了した[8]。
  - 12月24日 - ニューヨーク証券取引所に米国預託株式（ADS）を上場。ティッカーシンボルはTAK。
- 2019年1月8日 - シャイアー（Shire社）を子会社化。連結売上高は3兆円を超え、世界8位のメガファーマになる[9]。
- 2020年4月17日 - 武田グローバル本社の1階に「TAKEDA LIFE THEATER（武田ライフシアター）」をオープン[10]。
- 2021年3月31日 - 主力医薬品・医薬部外品のアリナミンシリーズなどを取り扱う、連結子会社であった武田コンシューマーヘルスケア株式会社の全株式を、ブラックストーン・グループおよびOscar A-Co株式会社（関係会社が運営するプライベート・エクイティ・ファンドが管理する買収目的会社）へ譲渡。株式売却益（税引前）約1,400億円（譲渡価額約2,300億円）を計上する見込み[11]。

## 企業理念・企業倫理
- 「世界に尽くせ、タケダ。革新的に。誠実に。」

創業以来、聖徳太子の十七条憲法に基調をなす 「和を以って貴と為す」 の考え方を基本として「事業は人なり、しかも人の和なり」 を掲げた。
1940年、五代目武田長兵衛によって 、社是「規（のり）」が明文化され、「公（おほやけ）に向ひ国に奉ずるを第一義とすること」、「相和（やはら）ぎ力を協（あは）せ互に忤（さから）はざること」、「深く研鑽に黽（つと）めその業（わざ）に倦（う）まざること」、「質実を尚（たっと）び虚飾を慎むこと」、「礼節を守り謙譲を持すること」が明記された。
1999年、企業倫理について、「武田薬品コンプライアンス・プログラム」を策定し、以後、全社に渡り実施している。
2003年4月1日、経営理念を「優れた医薬品の創出を通じて人々の健康と医療の未来に貢献する」とし、また、グローバル化の推進により、このころから、経営の基本精神として、「タケダイズム」（誠実：公正・正直・不屈）を掲げるようになった。
2013年からは、「Better Health, Brighter Future」を掲げ、「ビジョン2020」を策定、「革新的な医薬品に加え、高品質なブランド・ジェネリック医薬品、ワクチン、一般用医薬品（OTC医薬品）を開発・販売することで、少しでも早く、少しでも多くの人々の願いに応えていく」ことを長期目標とすると発表した。
さらに、2016年からは、「ビジョン2025」に変更し、「タケダは、世界中のあらゆる人々のニーズに貢献しています。タケダイズムを通じ、社会やタケダの医薬品を必要とする方々からの信頼を得てい
ます。機動性とイノベーション、さらに高い品質に支えられ、強固なパイプラインのもと成長し続けるベスト・イン・クラスの製薬企業として認められています。」とする。「バリュー」として、「タケダイズム（誠実：公正・正直・不屈）」を全ての行動の指針とするとともに、4つの重要事項である「Patient（患者さん中心）」、「Trust（信頼関係の構築）」、「Reputation（レピュテーションの向上）」、「Business（事業の発展）」をその優先順位に従って考え、行動や判断の基準とし、また、ビジョン実現のステップを示した「戦略ロードマップ」に基づき、「Value（バリュー）」「People（世界中の人々・仲間）」「R&D（研究開発への挑戦）」「Business Performance（事業の持続的成長）」にフォーカスし、「戦略ロードマップ」の実行により、長期的に、消化器系疾患でのNo.1、オンコロジーにおけるトップ10、中枢神経系疾患および新興国事業での強いプレゼンスを目指す、としている。
2021年12月1日以降は、経営理念を「世界に尽くせ、タケダ。革新的に。誠実に。」とし、「どうすれば、その一人に誠心誠意向き合うことができるか。患者さんを家族のように思い、誠実に仕事に取り組んでいくこと。」という創業者の強い思いを胸に、「DE&I（ダイバーシティ・エクイティ＆インクルージョン、多様性+公平性+包括性）」などを通して、世界中の人々の健康と、輝かしい未来に貢献することを目指す、としている。

## 歴代社長
大和国広瀬郡薬井（現・奈良県北葛城郡河合町薬井）から「大坂・道修町」に出てきた長兵衛が薬種仲買商の「近江屋喜助」の下で奉公した後、のれん分けによって独立し、薬種商「近江屋」を開いたのが創始で、1781年から現在に至るまで本社を大阪府大阪市中央区道修町に構えてきた。
当主は代々長兵衛を襲名し近江屋長兵衛として薬種問屋を営んだ。四代目から武田姓を名乗り、五代目武田長兵衛が「武田長兵衛商店」から、1925年1月29日に「株式会社武田長兵衛商店」を設立して法人となる。
- 初代:五代目武田長兵衛（1925年 - 1943年）
- 2代目:六代目武田長兵衛（1943年 - 1974年）
- 3代目:七代目小西新兵衛（1974年 - 1981年）
- 4代目:倉林育四郎（1981年 - 1986年）
- 5代目:梅本純正（1986年 - 1991年）
- 6代目:森田桂（1991年 - 1993年）
- 7代目:武田國男（1993年 - 2003年）
- 8代目:長谷川閑史（2003年 - 2014年）
- 9代目:クリストフ・ウェバー（2014年 - 現在）

## 事業所一覧
東京日本橋本町のグローバル本社（武田グローバル本社ビル）と、登記上の本店である大阪・道修町の大阪本社（武田御堂筋ビル）の東西両本社制採用をとっている。また、実質的な本社機能はグローバル本社が担っている。
また、研究部門が神奈川県藤沢市と米国マサチューセッツ州ケンブリッジ（ボストン）、米国営業本部が米国イリノイ州ディアフィールド（シカゴ）、製造部門が大阪十三、欧州営業本部が「スイス・チューリッヒ」など、部門・地域ごとの本部を多拠点に有する。

### 本社
※ 東西二本社制の採用
- グローバル本社
  - 〒103-8668 - 東京都中央区日本橋本町2丁目1-1
- 大阪本社
  - 〒540-8645 - 大阪市中央区道修町4丁目1-1

### 工場・研究所
- 大阪工場
  - 〒532-8686 - 大阪市淀川区十三本町2丁目17-85
- 光工場
  - 〒743-8502 - 山口県光市大字光井字武田4720
- 成田工場
  - 〒286-0825 - 千葉県成田市新泉3-1
- 湘南ヘルスイノベーションパーク（旧 湘南研究所）
  - 〒251-8555 - 神奈川県藤沢市村岡東2丁目26-1

### ジャパンファーマビジネスユニット
※住所は全てグローバル本社
- ジャパンファーマビジネスユニット
- コミュニケーション部
- 営業本部
- 営業本部 営業教育部

### 支店・営業所
- 北海道支店（北海道地方エリア担当）・札幌第一営業所（札幌市内北部エリア担当）・札幌第二営業所（札幌市内南部エリア担当）・道央営業所（北海道道央エリア担当）
  - 〒060-0001 - 札幌市中央区北1条西13丁目4（タケダ札幌ビル、北海道支店のみ10階、札幌第一・第二・道央営業所は8階）
- 旭川営業所（北海道道北エリア担当）
  - 〒070-0034 - 北海道旭川市四条通り8丁目1703-12（日本生命旭川四条通ビル7階）
- 函館営業所（北海道道南エリア担当）
  - 〒040-0063 - 北海道函館市若松町2-5（明治安田生命函館ビル7階）
- 道東営業所（北海道道東エリア担当）
  - 〒085-0015 - 北海道釧路市北大通12丁目1-4（明治安田生命釧路第二ビル4階）
- 東北支店（東北地方エリア担当）
  - 〒980-0014 - 仙台市青葉区本町2丁目18-21（タケダ仙台ビル8階）
- 仙台営業所（宮城県エリア担当）
  - 〒980-0014 - 仙台市青葉区本町2丁目18-21（タケダ仙台ビル6階）
- 青森営業所（青森県エリア担当）
  - 〒030-0802 - 青森市本町1丁目3-9（ニッセイ青森本町ビル11階）
- 盛岡営業所（岩手県エリア担当）
  - 〒020-0021 - 盛岡市中央通1丁目7-25（朝日生命盛岡中央通ビル4階）
- 秋田営業所（秋田県エリア担当）
  - 〒010-0951 - 秋田市山王6丁目10-9（猿田興業ビル2階）
- 山形営業所（山形県エリア担当）
  - 〒990-8580 - 山形市城南1丁目1-1（霞城セントラル18階）
- 福島営業所（福島県エリア担当）
  - 〒963-8002 - 福島県郡山市駅前2丁目11-1（ビッグアイ15階）
- 東京支店（東京都・関東地方・首都圏エリア担当）
  - 〒101-0054 - 東京都千代田区神田錦町3丁目11-1（NMF竹橋ビル2階）
- 日本橋営業所（千代田区・日本橋・京橋・銀座・港区エリア担当）
  - 〒101-0054 - 東京都千代田区神田錦町3丁目11-1（NMF竹林ビル3階）
- 東京城東営業所（台東区・上野・浅草・文京区・葛飾区・亀有エリア担当）
  - 〒110-0014 - 東京都台東区北上野2丁目23-5（住友不動産上野ビル2号館4階）
- 新宿営業所（新宿区・新宿エリア担当）
  - 〒160-0023 - 東京都新宿区西新宿6丁目10-1（日土地西新宿ビル9階）
- 池袋営業所（豊島区・池袋エリア担当）
  - 〒160-0023 - 東京都新宿区西新宿6丁目10-1（日土地西新宿ビル9階）
- 品川営業所（品川区・品川エリア担当）
  - 〒141-0031 - 東京都品川区西五反田7丁目20-9（KDX西五反田ビル5階）
- 世田谷営業所（渋谷区・渋谷・目黒・世田谷区エリア担当）
  - 〒153-0043 - 東京都目黒区東山1丁目4-4（目黒東山ビル3階）
- 立川営業所（多摩地域北部エリア担当）
  - 〒190-0012 - 東京都立川市曙町2丁目20-5（立川ニッセイAHビル4階）
- 武蔵野営業所（多摩地域南部エリア担当）
  - 〒180-0006 - 東京都武蔵野市中町1丁目11-4（武蔵野ニッセイプラザビル5階）
- 北関東甲信越支店（北関東地方・甲信越地方エリア担当）
  - 〒101-0054 - 東京都千代田区神田錦町3丁目11-1（NMF竹橋ビル2階）
- 水戸営業所（茨城県北部エリア担当）
  - 〒310-0021 - 水戸市南町2丁目6-10（水戸証券ビル4階）
- つくば営業所（茨城県南部エリア担当）
  - 〒305-0032 - 茨城県つくば市竹園1丁目6-1（つくば三井ビルディング19階）
- 宇都宮営業所（栃木県エリア担当）
  - 〒320-0811 - 宇都宮市大通り1丁目4-22（MSC第2ビル5階）
- 前橋営業所（群馬県エリア担当）
  - 〒371-0023 - 前橋市本町2丁目13-11（前橋センタービル6階）
- 甲府営業所（山梨県エリア担当）
  - 〒400-0031 - 甲府市丸の内3丁目32-12（甲府ニッセイスカイビル4階）
- 新潟営業所（新潟県・新潟都市圏エリア担当）
  - 〒951-8068 - 新潟市中央区上大川前通七番町1230-7（ストークビル鏡橋5階）
- 長岡営業所（中越地方エリア担当）
  - 〒940-0066 - 新潟県長岡市東坂之上町3丁目2-6（日本生命長岡ビル5階）
- 長野営業所（長野県・長野地域エリア担当）
  - 〒380-0836 - 長野市南長野南県町1040-1（日本生命県庁前ビル9階）
- 松本営業所（松本地域エリア担当）
  - 〒390-0811 - 長野県松本市中央2丁目1-27（松本本町第一生命ビルディング7階）
- 首都圏支店（千葉・埼玉・神奈川・南関東地方エリア担当）
  - 〒101-0054 - 東京都千代田区神田錦町3丁目11-1（NMF竹橋ビル2階）
- 千葉北営業所（千葉市内北部エリア担当）
  - 〒260-0028 - 千葉市中央区新町3-13（千葉TNビル8階）
- 千葉南営業所（千葉市内南部エリア担当）
  - 〒260-0028 - 千葉市中央区新町3-13（千葉TNビル8階）
- 船橋営業所（千葉県北西部エリア担当）
  - 〒273-0005 - 千葉県船橋市本町1丁目3-1（船橋Face12階）
- 柏営業所（千葉県北東部エリア担当）
  - 〒277-0011 - 千葉県柏市東上町2-28（第2水戸屋ビル4階）
- さいたま営業所（さいたま市内・埼玉県中部エリア担当）
  - 〒330-8669 - さいたま市大宮区桜木町1丁目7-5（ソニックシティビル21階）
- 川越営業所（埼玉県西部エリア担当）
  - 〒350-1123 - 埼玉県川越市脇田本町16-23（川越駅前ビル3階）
- 越谷営業所（埼玉県東部エリア担当）
  - 〒343-0816 - 埼玉県越谷市弥生町3-33（越谷東駅前ビル4階）
- 横浜北営業所（横浜市内北部エリア担当）
  - 〒220-0004 - 横浜市西区北幸2丁目8-4（横浜西口KNビル5階）
- 横浜南営業所（横浜市内南部エリア担当）
  - 〒220-0004 - 横浜市西区北幸2丁目8-4（横浜西口KNビル5階）
- 川崎営業所（神奈川県北東部エリア担当）
  - 〒211-0063 - 神奈川県川崎市中原区小杉町1丁目403（武蔵小杉タワープレイス12階）
- 厚木営業所（神奈川県中央北エリア担当）
  - 〒243-0018 - 神奈川県厚木市中町2丁目8-13（TPR厚木ビル5階）
- 相模原営業所（神奈川県中央南エリア担当）
  - 〒243-0018 - 神奈川県厚木市中町2丁目8-13（TPR厚木ビル5階）
- 湘南営業所（神奈川県南部・神奈川県北部エリア担当）
  - 〒251-0055 - 神奈川県藤沢市南藤沢5-9（朝日生命藤沢ビル1階）
- 東海支店（東海地方・東海3県・中部地方エリア担当）
  - 〒461-0005 - 名古屋市東区東桜1丁目13-3（NHK名古屋放送センタービル16階）
- 名古屋営業所（愛知県・名古屋市内・名古屋都市圏エリア担当）
  - 〒461-0005 - 名古屋市東区東桜1丁目13-3（NHK名古屋放送センタービル16階）
- 名古屋北営業所（愛知県北部エリア担当）
  - 〒461-0005 - 名古屋市東区東桜1丁目13-3（NHK名古屋放送センタービル16階）
- 名古屋南営業所（愛知県南部エリア担当）
  - 〒461-0005 - 名古屋市東区東桜1丁目13-3（NHK名古屋放送センタービル16階）
- 名古屋中央営業所（愛知県東部エリア担当）
  - 〒461-0005 - 名古屋市東区東桜1丁目13-3（NHK名古屋放送センタービル16階）
- 岡崎営業所（愛知県西部エリア担当）
  - 〒444-0043 - 愛知県岡崎市唐沢町11-5（第一生命・三井住友海上岡崎ビル2階）
- 岐阜営業所（岐阜県エリア担当）
  - 〒500-8856 - 岐阜市橋本町2丁目8（濃飛ニッセイビル7階）
- 三重営業所（三重県エリア担当）
  - 〒514-0009 - 津市羽所町700（アスト津8階）
- 静岡営業所（静岡県・静岡市内・静岡県中部エリア担当）
  - 〒422-8067 - 静岡市駿河区南町18-1（サウスポット静岡14階）
- 三島営業所（静岡県東部エリア担当）
  - 〒411-0033 - 静岡県三島市文教町1丁目9-11（Z会文教町ビル4階）
- 浜松営業所（静岡県西部エリア担当）
  - 〒430-0928 - 静岡県浜松市中央区板屋町110-5（浜松第一生命日通ビル13階）
- 関西支店（大阪府・関西地方エリア担当）
  - 〒541-0045 - 大阪市中央区道修町2丁目3-8（武田北浜ビル2階）
- 大阪第一営業所（大阪都市圏・大阪市内エリア担当）
  - 〒541-0045 - 大阪市中央区道修町2丁目3-8（武田北浜ビル8階）
- 大阪第二営業所（大阪市内北部・南部エリア担当）
  - 〒541-0045 - 大阪市中央区道修町2丁目3-8（武田北浜ビル8階）
- 大阪東営業所（大阪府東部エリア担当）
  - 〒581-0803 - 大阪府八尾市光町1丁目61（八尾駅前嶋野・住友生命ビル5階）
- 大阪北営業所（大阪府北西部・大阪府北部エリア担当）
  - 〒560-0082 - 大阪府豊中市新千里東町1丁目4-2（千里ライフサイエンスセンタービル13階）
- 大阪南営業所（大阪府泉北・大阪府南部エリア担当）
  - 〒590-0985 - 大阪府堺市堺区戎島町四丁45-の1（ポルタス・センタービル9階）
- 奈良営業所（奈良県エリア担当）
  - 〒630-8115 - 奈良市大宮町4丁目281-1（新大宮センタービル5階）
- 和歌山営業所（和歌山県エリア担当）
  - 〒640-8331 - 和歌山市美園町3丁目32-1（損保ジャパン和歌山ビル6階）
- 京滋北陸支店（京滋都市圏・北陸地方エリア担当）
  - 〒604-8187 - 京都市中京区御池通東洞院西入ル笹屋町435（京都御池第一生命ビル5階）
- 京都中央営業所（京都市内エリア担当）
  - 〒604-8187 - 京都市中京区御池通東洞院西入ル笹屋町435（京都御池第一生命ビル5階）
- 京都営業所（京都府南部・京都府北部エリア担当）
  - 〒604-8187 - 京都市中京区御池通東洞院西入ル笹屋町435（京都御池第一生命ビル5階）
- 滋賀営業所（滋賀県エリア担当）
  - 〒520-0056 - 大津市末広町1丁目1（日本生命大津ビル6階）
- 富山営業所（富山県]エリア担当）
  - 〒930-0856 - 富山市牛島新町5-5（インテックビル6階）
- 金沢営業所（石川県エリア担当）
  - 〒920-0853 - 金沢市本町1丁目5-2（リファーレ13階）
- 福井営業所（福井県エリア担当）
  - 〒910-0006 - 福井市中央3丁目1-5（三谷中央ビル6階）
- 神戸営業所（神戸市内・兵庫県西部エリア担当）
  - 〒651-0084 - 神戸市中央区磯辺通3丁目1-7（コンコルディア神戸12階）
- 阪神営業所（兵庫県南東部エリア担当）
  - 〒660-0881 - 兵庫県尼崎市昭和通2丁目7-1（ニューアルカイックビル7階）
- 明石営業所（兵庫県南部・兵庫県北部エリア担当）
  - 〒673-0898 - 兵庫県明石市樽屋町8-32（甲南アセット明石第一ビル7階）
- 姫路営業所（兵庫県南西部エリア担当）
  - 〒670-0937 - 兵庫県姫路市元塩町119（セントラル姫路ビル3階）
- 中国四国支店（中国地方・四国地方エリア担当）
  - 〒730-0041 - 広島市中区小町1-25（タケダ広島ビル4階）
- 広島営業所（広島市内・広島県西部・広島県中央・広島県北東部エリア担当）
  - 〒730-0041 - 広島市中区小町1-25（タケダ広島ビル3階）
- 福山営業所（広島県南西部・広島県北部・広島県南東部エリア担当）
  - 〒720-0811 - 広島県福山市紅葉町2-27（日本生命福山ビル6階）
- 山陰営業所（島根県・鳥取県エリア担当）
  - 〒690-0007 - 島根県松江市御手船場町551（ニッセイ松江ビル8階）
- 山口営業所（山口県エリア担当）
  - 〒754-0014 - 山口県山口市小郡高砂町2-7（朝日生命小郡ビル2階）
- 岡山営業所（岡山県エリア担当）
  - 〒700-0907 - 岡山市北区下石井2丁目2-5（ニッセイ岡山スクエアビル5階）
- 香川営業所（香川県エリア担当）
  - 〒760-0023 - 高松市サンポート2-1（高松シンボルタワー9階）
- 徳島営業所（徳島県エリア担当）
  - 〒770-0841 - 徳島市八百屋町2丁目11（ニッセイ徳島ビル5階）
- 愛媛営業所（愛媛県エリア担当）
  - 〒790-0001 - 松山市一番町1丁目15-1（グランディア一番町ビル7階）
- 高知営業所（高知県エリア担当）
  - 〒780-0053 - 高知市駅前町5-5（大同生命高知ビル5階）
- 九州沖縄支店（九州地方エリア担当）
  - 〒812-8603 - 福岡市博多区下川端町9-12（福岡武田ビル2階）
- 福岡営業所（福岡県・福岡市内・福岡県西部・福岡県東部・福岡地方・福岡都市圏エリア担当）
  - 〒812-8603 - 福岡市博多区下川端町9-12（福岡武田ビル3階）
- 北九州営業所（福岡県北部・北九州都市圏・北九州市内・北九州地方・筑豊地方エリア担当）
  - 〒802-0001 - 福岡県北九州市小倉北区浅野2丁目9-8（KMMビル南館2階）
- 筑後営業所（福岡県南部・久留米市内・久留米都市圏・筑後地方エリア担当）
  - 〒830-0032 - 福岡県久留米市東町42-21（日本生命久留米駅前ビル6階）
- 佐賀営業所（佐賀県エリア担当）
  - 〒840-0816 - 佐賀市駅南本町3-15（明治安田生命佐賀ビル2階）
- 長崎営業所（長崎県エリア担当）
  - 〒850-0033 - 長崎市万才町8-22（長崎朝日ビル5階）
- 熊本営業所（熊本県エリア担当）
  - 〒860-0805 - 熊本市中央区桜町1-20（西嶋三井ビルディング5階）
- 大分営業所（大分県エリア担当）
  - 〒870-0027 - 大分市末広町1丁目1-18（ニッセイ大分駅前ビル13階）
- 宮崎営業所（宮崎県エリア担当）
  - 〒880-0806 - 宮崎市広島1丁目18-12（宮崎フコク生命ビル2階）
- 鹿児島営業所（鹿児島県・奄美地方エリア担当）
  - 〒890-0062 - 鹿児島市与次郎2丁目4-35（KSC鴨池ビル7階）
- 那覇営業所（沖縄県エリア担当）
  - 〒900-0015 - 那覇市久茂地2丁目9-7（住友生命那覇久茂地ビル7階）

### 研修所・植物園・農場
- 研修所
  - 〒565-0823 - 大阪府吹田市山田南50-2
- Center for Learning and Innovation
  - 〒565-0823 - 大阪府吹田市山田南50-2（研修所内）
- 京都薬用植物園
  - 〒606-8134 - 京都市左京区一乗寺竹之内町11
- 福知山農場
  - 〒620-0843 - 京都府福知山市字長田4428-2

### （外部委託）物流センター
- 札幌物流センター
  - 〒061-3241 - 北海道石狩市新港西1丁目733-2（北海道トナミ運輸 石狩事業所内）
- 東日本物流センター
  - 〒341-0009 - 埼玉県三郷市新三郷ららシティ3丁目3-1（三菱倉庫東京支店 三郷第一営業所 三郷1号配送センターA棟内）
- 西日本物流センター
  - 〒554-0031 - 大阪市此花区桜島3丁目4-24（三菱倉庫大阪支店 桜島第二営業所 桜島3号配送センター内）

### 過去の事業所
- 東京本社
  - 〒103-8668 - 東京都中央区日本橋2丁目12-10
- 東京支店
- 東京営業所
- 東京第一支店
- 東京第二支店
- 日本橋第一営業所
- 日本橋第二営業所
- 浅草北営業所
- 浅草南営業所
- 東京第一営業所
- 東京第二営業所
- 千葉支店
- 千葉営業所
- 埼玉支店
- 熊谷営業所
- 北関東支店
- 甲信越支店
- 北関東・甲信越支店
- 札幌中央営業所
- 札幌営業所
- 釧路営業所
- 名古屋第一支店
- 名古屋第二支店
- 名古屋事務所
- 名古屋中央営業所
- 名古屋東営業所
- 大阪営業所
- 大阪支店
- 米子営業所
- 鳥取・島根営業所
- 島根営業所
- 鳥取営業所
- 岡山第一営業所
- 岡山第二営業所
- 福岡支店
- 福岡第一支店
- 福岡第二支店
- 福岡事務所
- 博多第一営業所
- 博多第二営業所
- 博多西営業所
- 博多東営業所
- 久留米営業所
- 札幌工場
- 東京工場
- 清水工場
- 高砂工場
- 鹿島工場
- 湘南工場
- 徳山分工場
- 医薬研究本部 大阪地区
- 医薬研究本部 筑波地区
- 東京物流センター
- 大阪物流センター
- 福岡物流センター
- 医薬事業部
- 医療薬品部
- 医療用医薬品事業部門
- 医薬営業本部
- 東日本営業統括部
- 西日本営業統括部
- 営業教育&製品情報部
- 食品事業部
- フード・ビタミン事業部
- フード・ビタミンカンパニー
- アグロ事業部
- アグロカンパニー
- 生活環境事業部
- 生活環境カンパニー
- 農薬事業部
- 農薬カンパニー
- 化学品事業部
- 化学品カンパニー
- 一般薬品部
- 薬粧部
- 薬粧本部
- ヘルスケア本部
- ヘルスケア事業部
- ヘルスケアカンパニー
  - 営業部
  - 営業推進室
  - マーケティング室
  - 医薬情報室
  - 関東第一営業所
  - 関東第二営業所
  - 東日本統括営業所
  - 関東統括営業所
  - 東日本営業所
  - 東日本営業所 <札幌事務所>
  - 北海道・東北営業所 <札幌事務所>
  - 北海道・東北営業所 <仙台事務所>
  - 北関東・甲信越営業所
  - 北日本統括営業所
  - 北日本統括営業所 <札幌事務所>
  - 中部営業所
  - 関西営業所
  - 関西統括営業所
  - 中日本統括営業所
  - 中日本統括営業所 <名古屋事務所>
  - 東海・北陸営業所
  - 西日本営業所
  - 西日本営業所 <広島事務所>
  - 西日本統括営業所
  - 西日本統括営業所 <広島事務所>
  - 中国・四国営業所
  - 九州営業所
  - 広域量販グループ
- ジャパンコンシューマーヘルスケアビジネスユニット
  - 営業部
  - 営業統括部
  - 営業推進部
  - 事業推進室
  - 量販営業部
  - 広域量販第一グループ
  - 広域量販第二グループ
  - 広域量販第三グループ
  - 東日本エリア営業部
    - 関東第一営業所
    - 関東第二営業所
    - 関東第三営業所
    - 北海道・東北営業所<札幌事務所>
    - 北海道・東北営業所<仙台事務所>

  - 中日本エリア営業部
    - 東海・北陸営業所
    - 関西第一営業所
    - 関西第二営業所

  - 西日本エリア営業部
    - 中国・四国営業所
    - 九州営業所

  - マーケティング部
    - お客様相談室

  - 医薬情報部
    - 安全管理グループ
    - 品質保証グループ

  - 海外事業推進部
  - 品質保証部
  - 製品情報部
  - 研究開発部

## グループ会社

### グループ内
合計150社（2021年4月1日時点）
- 日本製薬（本社：東京都中央区明石町8-1）
- 武田技研サービス（本社：大阪市淀川区十三本町2丁目17-85）
- 大和特殊硝子（本社：大阪市淀川区新高2丁目1-7）
- 千寿製薬（本社：大阪市中央区瓦町3丁目1-9）
- 近江屋（本社：大阪市中央区道修町2丁目3-8）
- エルアイ武田（本社：大阪市中央区道修町2丁目3-6）
- 武田テバ薬品（本社：滋賀県甲賀市甲賀町大原市場3）
- 武田テバファーマ（本社：名古屋市中村区太閤1丁目24-11）

※国内は全て株式会社
米州
- 武田アメリカホールディングス Inc.（本社：米国ニューヨーク州ニューヨーク市）
- 武田ファーマシューティカルズ・インターナショナル Inc.（本社：米国イリノイ州ディアフィールド）
- 武田ベンチャー投資 Inc.（本社：米国カリフォルニア州パロアルト）
- 武田カリフォルニア Inc.（本社：米国カリフォルニア州サンディエゴ市）
- 武田ファーマシューティカルズUSA Inc.（本社：米国イリノイ州ディアフィールド）
- 米州武田開発センター Inc.（本社：米国イリノイ州ディアフィールド）
- ミレニアム・ファーマシューティカルズ Inc.（本社：米国マサチューセッツ州ケンブリッジ）
- 武田ワクチン（モンタナ） Inc.（本社：米国モンタナ州ボーズマン）
- 武田メキシコ S.A. de C.V.（本社：メキシコ ナウカルパン）
- 武田カナダ Inc.（本社：カナダ オンタリオ州）
- Multilab Indústria e Comércio de Produtos Farmacêuticos Ltda.（本社：ブラジル サンパウロ州）
- 武田S.R.L.（本社：ベネズエラ カラカス）

欧州
- 武田ヨーロッパ・ホールディングス B.V.（本社：オランダ アムステルダム市）
- 武田ファーマシューティカルズ・インターナショナルGmbH（本社：スイス チューリッヒ）
- 武田ケンブリッジ Limited（本社：イギリス ケンブリッジシャー州 ケンブリッジ市）
- 欧州武田開発センター Ltd.（本社：イギリス ロンドン市）
- 武田ファーマシューティカルズ・ヨーロッパ株式会社（本社：イギリス ロンドン市 オックスフォード）
- 英国武田 Limited（本社：イギリス バッキンガムシャー州 ハイウィコム）
- 武田アイルランド Limited（本社：アイルランド キルダリー）
- 武田 GmbH（本社：ドイツ コンスタンツ）
- 武田ファルマ Vertrieb GmbH &Co.KG（本社：ドイツ ベルリン）
- 武田オーストリア GmbH（本社：オーストリア リンツ）
- 武田ファルマ AG（本社：スイス ブッフェフィコーン）
- 武田イタリア S.p.A.（本社：イタリア ローマ）
- 武田 Farmaceutica Espana S.A.U.（本社：スペイン マドリッド）
- 武田フランスS.A.S（本社：フランス パリ）
- 武田Pharma AB（本社：スウェーデン ソルナ）
- 武田 A/S（本社：デンマーク ロスキレ）
- Oy Leiras 武田 Pharmaceuticals Ab.（本社：フィンランド ヘルシンキ）
- 武田ベルギー SCA/CVA（本社:ベルギー ブリュッセル）
- 武田オランダ B.V.（本社：オランダ ホーフトドルプ）
- 武田ファーマシューティカルズ Limited Liability（本社：ロシア モスクワ）
- 武田ウクライナ LLC（本社：ウクライナ キエフ）
- 武田Pharma Sp.z.o.o.（本社：ポーランド ワルシャワ）
- 武田Hellas S.A.（本社：ギリシャ アテネ）
- シャイアー

アジア
- 武田シンガポール Pte. Ltd.（本社：シンガポール）
- 武田ファーマシューティカルズ・アジア（アジア・パシフィック） Pte. Ltd.（本社：シンガポール）
- アジア武田開発センター Pte. Ltd.（本社：シンガポール）
- 武田（中国）投資有限公司（本社：中国・上海市）
- 武田（中国）国際貿易有限公司（本社：中国・上海市）
- 武田薬品（中国）有限公司（本社：中国・北京市）
- 天津武田薬品有限公司（本社：中国・天津市）
- 広東テックプール・バイオファーマCo., Ltd.（本社：中国・広州市）
- 台湾武田株式会社（本社：台湾・台北市）
- フィリピン武田 Inc.（本社：フィリピン マニラ マカティ市）
- タイ武田 Ltd.（本社：タイ王国 バンコク都）
- P.T. インドネシア武田（本社：インドネシア ジャカルタ市）
- 武田ファーマシューティカルズ韓国 Co., Ltd.（本社：大韓民国 ソウル市）

### グループ外（提携会社）
- 理研ビタミン
- あすか製薬
- メディパルホールディングス

### 過去のグループ会社
特記なきものは全て株式会社
- 武田薬品不動産
- 東武商事
- 神武商事
- 千葉武商事
- 静武商事
- 愛武商事
- 大武商事
- 兵武商事
- 京武商事
- 福武商事
- 満洲武田薬品工業
- 小西薬品
- 武田化学薬品
- 武田化成
- 武田白士工業
- 厚和薬品
- 武田食品商事
- 武田食品販売
- 武田園芸資材
- タケダ園芸
- 住化タケダ園芸（現・KINCHO園芸）
- タケレダ
- バイエル薬品
- 武田アグロ製造
- 関東食販
- 住化武田アグロ製造
- 福知山武田
- 東京標準血清
- 武田バーディシェウレタン工業
- 清水製薬
- 東北武田化成
- ソイプロ
- 東京医薬品
- 日光神奈川薬品
- 帝国臓器製薬
- 武田シェリング・プラウアニマルヘルス
- 大五栄養化学
- 日本調味料
- グレラン製薬
- 武田分析研究所
- 武田広島不動産
- 吉富製薬
- ニッタケ食品
- 新丸ビル薬局
- 有限会社新大阪薬局
- ウェルファイド
- 日本ヘルスフード（現・キユーピー）
- 日本レダリー
- 日本ワイスレダリー
- ワイス
- 三井武田ケミカル（現・三井化学ポリウレタン）
- エムシー工業
- 三重薬品
- 近江屋有限会社
- 郡山ケミカル
- キンキ食品
- 大五運輸
- 西和サービス
- 大和不動産
- 武田食品工業（現・ハウスウェルネスフーズおよび三菱商事ライフサイエンス）
- 住化武田農薬
- BASF武田ビタミン
- ミナベ化工
- 武田科学飼料
- ガンツ化成
- 山口武田アグロ
- 武田物流
- 武田サービス
- 新和不動産
- 武田キリン食品（現・三菱商事ライフサイエンス）
- 三菱ウェルファーマ
- 武田バイオ開発センター
- 武田薬品事務サービス
- 日本臨牀社
- 水澤化学工業
- ファテック化学工業
- パイブーンワタナ
- ボイエ武田
- メキシコ武田
- 台湾武田薬品工業股份有限公司
- カセーヌ武田
- グリフィス武田
- 米国武田
- ドイツ武田有限会社
- ダバオセントラルケミカル
- インドネシア武田
- タイ武田
- センチュリーケミカル
- タケダファレックセールス
- クラヤ薬品
- 三星堂
- 武田医薬データサービス
- 日本エンバイロケミカルズ
- 和光純薬工業（現・富士フイルム和光純薬）
- 武田ラビックス
- 武田コンシューマーヘルスケア（現・アリナミン製薬）
- 武田ヘルスケア（現・アリナミンファーマテック）
- ビオフェルミン製薬[注釈 3]

## 主要製品

現在の統一ロゴ（抱き山本）

かつては国内向けと国外向けで違うロゴが使われていたが、2019年より後者のロゴに統一されている。かつて国内向けで使用していたロゴは1898年に商標として登録され、1943年に現社名に改称された際に公式な社章となったもので、白抜きの○に魚のウロコを象徴する赤色の▲が埋め込まれたもの（「ウロコ印」）であった。これは日動火災海上保険（現・東京海上日動火災保険）のロゴと酷似していたが、業種が違うことから両社が合意していた。天気記号の「雹（ひょう）」のマークにも似ている。また、かつて関連会社であった和光純薬工業（現・富士フイルム和光純薬）のロゴは国内向けロゴ「ウロコ印」の赤白が反転したデザインとなっていた。
一方、現在の統一ロゴ（かつての国外向けロゴ）はTを象っているが、下の部分が白抜きになっており、そこに「Takeda」と筆記体で書かれたものである（「抱き山本」）。「近江屋長兵衛商店」として創業した当時の商標「抱き山本（だきやま・ほん）」を原型として、1961年に世界での認知度を向上させるために制定された。

### 医療用医薬品
- ブロプレス - アンギオテンシンII受容体拮抗薬（ARB）（同社の日本国内販売額No.1製品。2018年現在、国内医薬品販売額トップ）。
- エカード配合錠 - カンデサルタンとヒドロクロロチアジドの合剤。高血圧治療薬。
- ユニシア配合錠 - カンデサルタンとアムロジピンの合剤。高血圧治療薬。
- タケプロン - プロトンポンプ阻害薬（PPI）（同社の世界売り上げでトップ製品。消化性潰瘍治療薬）。
- アクトス - TZD薬（インスリン抵抗性改善薬）。
- リュープリン注 - LH-RHアナログ、前立腺癌治療薬。
- ベイスン - αGI（食後高血糖改善薬。糖尿病および糖尿病予防薬。売上500億円を超える主力商品の一つ）。
- ネシーナ - DPP-4阻害薬。糖尿病治療薬。
- イニシンク 配合錠 - アログリプチンとメトホルミンの合剤。糖尿病治療薬。
- ザファテック - DPP-4阻害薬。糖尿病治療薬。
- グルファスト - 速効型インスリン分泌促進薬。糖尿病治療薬。
- ランサップ400,800 - ヘリコバクター・ピロリ除菌薬。クラリスロマイシン・アモキシシリン・ランソプラゾールの3剤がシートにセットされている。
- アモリン - ペニシリン系抗生物質であるアモキシシリン。
- オステン
- アリナミンF注
- アリナミンF25注
- アリナミンF50注
- アリナミンF100注
- アリナミンF糖衣錠5mg
- 25mgアリナミンF糖衣錠
- 50mgアリナミンF糖衣錠
- メタクト
- センセファリン
- セルシン
- ソルファ
- ヒルトニン
- コンスタン
- コントール
- ビタノイリン
- ビタシミン
- アデカット - ACE-I。高血圧治療薬。
- カルスロット - CCB。高血圧治療薬。
- ベネット2.5mg錠
- フローセン
- ブロニカ
- タケルダ配合錠
- ユーロジン
- ベストコール
- チロナミン
- タケスリン注
- ファーストシン注 - 第4世代セフェム系抗生物質。
- パンスポリン注 - 第2世代セフェム系抗生物質。
- パンスポリンT錠
- パシーフ - 塩酸モルヒネ徐放性製剤（疼痛緩和薬）。
- コンスタン - アルプラゾラム（緩和精神安定剤、抗不安薬の一種）。
- セルシン - ジアゼパム（コンスタンと同じく精神安定剤〈抗不安薬の一種〉）。
- メタボリン
- 各種予防接種用ワクチン（インフルエンザ、はしか、風疹、おたふくかぜなど）。
- オペリード 眼粘弾剤 - ヒアルロン酸（眼科手術補助剤）（製造販売元：資生堂）。
- ロゼレム - メラトニン受容体を刺激する睡眠薬。
- タケキャブ錠 - ボノプラザン（消化性潰瘍治療薬でカリウムイオン競合型アシッドブロッカー）。
- 調剤用パンビタン末
- ザクラス配合錠
- ハイシー顆粒25%
- アデカット
- ホメピゾール
- ポリトーゼ顆粒
- ポリトーゼカプセル
- ジェービックV - 乾燥組織培養日本脳炎ワクチン（田辺三菱製薬との共同販売品）（製造販売元:阪大微生物病研究会）。
- COVID-19ワクチンモデルナ筋注（モデルナ製新型コロナウイルスワクチン、日本国内では武田薬品が窓口となる）

#### かつての医療用医薬品
- アリナミン25錠
- アリナミン50錠
- アリナミンF100糖衣錠
- アリナミンF100倍散
- アリナミンF10倍散
- メタボリン注
- 強力メタボリン錠
- 強力メタボリン末
- メタボリン錠
- メタボリン末
- メタボリン液
- ネオメタボリン注
- 強力メタボリン散
- リケトン液
- リケトン注
- ヘスペリン注
- ヘスペリン錠
- ヘスペリン末
- 注射用ビタノイリン
- 静注用ビタノイリン
- アバン錠
- フォリアミン注 - 現在は日本製薬へ移行。
- フォリアミン錠 - 現在は日本製薬へ移行。
- カチーフ注
- カチーフ末
- カチーフ顆粒
- カチーフ錠
- 無痛性カチーフ注
- カチーフG注
- カチーフ散
- カチーフN注
- カチーフN散
- カチーフN錠
- シーメタ注
- シーメタ錠
- アペラグリン注
- アペラグリン末
- アペラグリン錠
- ヨルゴン末
- ヨルゴン錠
- パンビタン注
- 水溶性パンビタン末
- ヘキゼルミン注
- ヘキゼルミンP腸溶錠
- ノルザモン末
- ノルザモン錠
- ロートノルザモン
- 小粒ノルザモン錠
- ドナン
- ドナン液
- イルメリン注
- イルメリン末
- イルメリン錠
- インテンザインカプセル
- インテンザインSカプセル
- チメオール糖衣錠
- ヘスナ注
- ヘスナ細粒
- オスバン液 - 1976年以降、日本製薬製造・武田薬品工業販売
- ヘモクロン - 1988年以降、天藤製薬製造・武田薬品工業販売[13]
- ダーゼン錠 - 消炎酵素（セラチオペプチダーゼ）製剤 有効性の検証を断念し、2011年2月自主回収を発表[14]
- アイソボリン 活性型葉酸製剤 2013年1月よりファイザーが販売[15]
- アーテン 2013年1月よりファイザーが販売[15]
- アモキサン 2013年1月よりファイザーが販売[15]
- トーリセル 2013年1月よりファイザーが販売[15]
- ナパゲルン 2013年1月よりファイザーが販売[15]
- フォトフリン 2013年1月よりファイザーが販売[15]
- プレマリン 2013年1月よりファイザーが販売[15]
- マイロターグ 2013年1月よりファイザーが販売[15]
- ミノマイシン 2013年1月よりファイザーが販売[15]
- メソトレキセート 2013年1月よりファイザーが販売[15]
- リウマトレックス 2013年1月よりファイザーが販売[15]
- ロイコボリン 2013年1月よりファイザーが販売[15]
- ワイパックス 2013年1月よりファイザーが販売[15]
- セルタッチ 2014年10月よりファイザーが販売[15]

### 一般用医薬品・医薬部外品・化粧品
一般用医薬品・医薬部外品・化粧品は2017年4月1日付でグループ会社の武田コンシューマーヘルスケア株式会社へ移管した。武田コンシューマーヘルスケアは2021年4月1日付でアリナミン製薬株式会社に社名変更。現行製品はアリナミン製薬を参照。

#### かつての一般用医薬品・医薬部外品
ビタミン剤・ミネラル剤・滋養強壮保健薬・ドリンク剤
- パンビタン
- パンビタン・ピル
- パンビタン液
- パンビタンM
- 強力パンビタン
- 強力パンビタンM
- パンビタンA
- 強力パンビタンA
- パンビタンA液
- 強力パンビタンゴールド
- パンビタンペレー
- パンビタンペレーチョコレート
- 新パンビタンA
- パンビタン100
- ヘマトン糖衣錠
- フローミン
- 強力フローミン

- ポリジン顆粒
- ベニコールA
- ビタミンC錠「タケダ」
- タケダビタミンC錠
- 薬寿（武田薬品とサントリーが共同開発した滋養強壮薬用酒）
- タフナ
- クールベ
- ポリタンドリンクシリーズ（製造販売元：日本製薬〈旧・大五栄養化学〉）
- トコロールEC
- トコロールE（製造販売元：グレラン製薬〈現・あすか製薬〉
- プレタナール「レダリー」
- プレタナール「ジュニア」
- 新プレタナール
- ストレスカップ
- カルシウム剤「ミネラ」（製造販売元：日本レダリー〈現・ファイザー〉）
- ベンザ滋養液（指定医薬部外品）

風邪薬・鎮咳去痰薬・口腔咽喉薬・鼻炎用薬
- 咳止めペレー
- ノンメル（製造販売元：千寿製薬）
- ソルタン（製造販売元：日本製薬〈旧・大五栄養化学〉）
- ソルタンS（製造販売元：日本製薬〈旧・大五栄養化学〉）
- ソルタンスプレー（製造販売元：日本製薬〈旧・大五栄養化学〉）

外皮用薬
- ムーラン
- ダモラ軟膏
- ダモラC
- ダモラD
- ダモラA
- エアゾリン
- エアゾリンD
- プレマクリーム
- プレマDクリーム
- プレマDスプレー
- キズタッチ（製造販売元：共立薬品工業）
- ロバッククリーム（製造販売元：日本レダリー〈現・ファイザー〉）
- ロバック軟膏（製造販売元：日本レダリー〈現・ファイザー〉）

- ロバックSクリーム（製造販売元：日本レダリー〈現・ファイザー〉）
- ロバックS軟膏（製造販売元：日本レダリー〈現・ファイザー〉）、
- ドナクリーム（製造販売元：天藤製薬）
- クエスト99（製造販売元：千寿製薬）
- クエストきずスプレー（製造販売元：千寿製薬）
- クエスト虫さされ（製造販売元：千寿製薬）
- テレスハイローション☆（製造販売元：池田模範堂、販売元：ジョンソン・エンド・ジョンソン）
- レダマイシン軟膏
- アペインローション
- アペイン軟膏
- アペインクール
- 貼るアクテージL
- 貼るアクテージミニ

みずむし・たむし用薬
- ペネトンチンキ
- ペネトンゼリー
- ペネトン軟膏
- ポリカ軟膏
- ポリカF軟膏
- ポリカFチンキ
- スコーピオクリーム（製造販売元：バイエル薬品）
- スコーピオ液（製造販売元：バイエル薬品）
- スコルバ
- スコルバクリーム
- スコルバ液
- スコルバSクリーム
- スコルバS液

- スコルバLX
- スコルバLXクリーム
- スコルバLX液
- スコルバダッシュ
- スコルバダッシュクリーム
- スコルバダッシュ液
- スコルバ24
- スコルバ24クリーム
- スコルバLXパウダーイン
- スコルバEX液
- スコルバEXクリーム
- スコルバEX（ブルー）
- スコルバEX（ピンク）

便秘薬
- オートール糖衣錠
- ビオピコ錠（製造販売元：ビオフェルミン製薬）

整腸薬・下痢止め薬
- ハイシービフィーズ（製造販売元：ビオフェルミン製薬）

胃腸薬
- ネオ・ノルモザン錠
- ダンチ錠
- ダンチ顆粒
- ダンチ末
- ダンチ小型錠
- ビフン
- マミール末
- マミール錠
- スパリット
- ポリタン胃腸薬（製造販売元：大五栄養化学〈現・日本製薬〉）
- ポリタン胃腸薬A（製造販売元：日本製薬〈旧・大五栄養化学〉）
- スタンバイ胃腸ドリンク

鎮うん薬
- クラミン錠（製造販売元：グレラン製薬〈現・あすか製薬〉）
- ルージー
- ルージー「学童用」
- ルージーS
- ルージーSジュニア

解熱鎮痛薬
- グレラン錠
- グレラン末
- 新グレラン錠
- 小児用グレラン錠
- グレラン顆粒
- 新グレラン錠
- 新グレラン錠S
- 新グレランA
- ハイグレラン錠
- 小児用ハイグレラン錠
- 小児用ハイグレラン
- ハイグレランS
- 新グレナイト錠

- ヂプロン錠
- こどもヂプロン
- ヂプロン
- こどもヂプロン顆粒（製造販売元：グレラン製薬〈現・あすか製薬〉）
- バイエルアスピリン（製造販売元：バイエル薬品、現在は佐藤製薬から発売）
- タイレノールA（第1期）
- タイレノールFD
- タイレノール細粒
- タイレノール小児用
- タイレノールチュアブル小児用
- タイレノールFD小児用
- グレラン・ビット（第1期）

目薬
- ビドーシリーズ（製造販売元：千寿製薬）
- センジュCL目薬（製造販売元：千寿製薬）

漢方製剤・その他
- ロックミン
- ルビーナセブン
- ジゲサン錠

禁煙補助剤
- ニコレット パッチ1（製造販売元：ジョンソン・エンド・ジョンソン）
- ニコレット パッチ2（製造販売元：ジョンソン・エンド・ジョンソン）
- ニコレット パッチ3（製造販売元：ジョンソン・エンド・ジョンソン）
- ニコレットミント（製造販売元：ジョンソン・エンド・ジョンソン）

コンタクトレンズ用剤
- センジュ コンタクトレンズ用剤シリーズ（製造販売元：千寿製薬）
- マイティア コンタクトレンズ用剤シリーズ（製造販売元：千寿製薬）
- マイティアイージー（製造販売元：千寿製薬）
- マイティアイージーS（製造販売元：千寿製薬）
- マイティアCL ソフトレンズケア【医薬部外品】（製造販売元：千寿製薬）
- マイティアCL O2レンズケア（製造販売元：千寿製薬）

#### かつての化粧品・医薬部外品
- ビネラシリーズ
  - ビネラ
  - ビネラ（昼間用）
  - ビネラ クレンジングミルク
  - ビネラ コールドクリーム
  - ビネラ デイクリーム
  - ビネラ ナイトクリーム
  - ビネラ トニック
  - ビネラ ヘアスプレー
  - ビエラ ナリシングミルク（アレ肌用）
  - ビネラ ナリシングミルク（普通肌用）
  - ビネラ ナリシングミルク（アブラ肌用）
  - ビネラ スキンミルク（普通肌用）
  - ビネラ スキンミルク（脂肌用）
  - ビネラ スキンミルク（乾性肌用）
  - ビネラ 昼用クリーム
  - ビネラ 夜用クリーム
  - ビネラ ビューティレイントニック
  - ビネラ 日焼け止めクリーム
  - ビネラ ビタミンCクリーム
  - ビネラ 栄養クリーム
  - ビネラ 栄養乳液
- エルザシリーズ
  - エルザ サンスクリーン
  - エルザ サンタンオイル
  - エルザC クリーム（普通肌用）
  - エルザC クリーム（アレ肌用）
  - エルザC クリーム（乾性肌用）
  - エルザC トニック（普通肌用）
  - エルザC トニック（脂肌用）
  - エルザC トニック（アレ肌用）
  - エルザC パック
  - エルザC ミルク（普通肌用）
  - エルザC ミルク（脂肌用）
  - エルザC ミルク（アレ肌用）
  - エルザC コールドクリーム
  - エルザC クレンジングミルク
  - エルザ ハンドクリーム
  - エルザ ニューハンドクリーム
  - エルザ コールドクリーム
  - エルザ クレンジングミルク
  - エルザ スキンミルク（普通肌用）
  - エルザ スキンミルク（乾性肌用）
  - エルザ スキンミルク（脂肌用）
  - エルザ スキンクリーム（普通肌用）
  - エルザ スキンクリーム（乾性肌用）
  - エルザ スキンクリーム（脂肌用）
  - エルザ トニック（普通肌用）
  - エルザ トニック（脂肌用）
  - エルザ トニック（乾性肌用）
  - エルザ フレッシュパック

- タケダフォーメン（男性用化粧品）
  - エルザアフターシェーブクリーム
  - エルザアフターシェーブローション
  - エルザヘアトニック
  - タケダフォーメン ヘアトニック
  - タケダフォーメン ヘアクリーム
  - タケダフォーメン ヘアソリッド
  - タケダフォーメン ヘアスチック
  - タケダフォーメン ヘアリキッド
  - タケダフォーメン アフターシェーブローション
  - タケダフォーメン アフターシェーブクリーム
  - タケダフォーメン シェービングフォーム
- スプリエシリーズ
  - スプリエコールドクリーム
  - スプリエクレンジングフォーム
  - スプリエエモリエントクリーミーローション
  - スプリエエモリエントマスク
  - スプリエニュートリエントクリーム
  - スプリエトーニングローション
  - スプリエモイスチュアローション
  - スプリエホワイトCクリーム
  - スプリエホワイトCローション
  - スプリエホワイトECクリーム
- ビナクイック
- ビナクイックS
- プリッシュ
- 健好湯（薬用入浴剤）
- シャンラブ・濁り湯
- ベルミクリーム（制汗剤）
- ベルミスプレー（制汗剤）
- エー・ビー・ビー（製造販売元：グレラン製薬〈現・あすか製薬〉）
- グロヴィス（育毛剤）
- グロヴィスμ（育毛剤）
- グロヴィスGX（育毛剤）

#### かつての飲料
- からだ浸透補水液

### かつての製品
ビタミン強化米
- ビタライス - 三共（現・第一三共）との共同開発品。プロモーションも同社と共同で行われた。
- ポリライス - 独自の改良によりビタミン臭を抑えた上記製品の改良品。「新玄」発売後も併売されていた。
- コンビライス
- 学校給食用強化米
- 新玄（後に武田食品工業より発売。現在はハウスウェルネスフーズより「新玄サプリ米 ビタミン・鉄分」として発売）
- 炊きたてカルシウム（後に武田食品工業より発売。現在はハウスウェルネスフーズより「新玄サプリ米 カルシウム」として発売）

調味料
- タケダのだし（かつお風味）
- タケダのだし（チキン風味）
- タケダのだし（ビーフ風味）
- 新タケダのだし（かつお風味）
- 高砂
- いの一番（後に武田食品工業より発売。その後、武田薬品工業と麒麟麦酒の合弁会社「武田キリン食品」に移行したが、武田薬品工業との合弁を解消してからは「キリンフードテック」からの販売に移行。その後「キリン協和フーズ」を経て現在は三菱商事系の「MCフードスペシャリティーズ→三菱商事ライフサイエンス」より発売）
- 味一番 - 味を調える卓上調味料（後に武田食品工業より発売）
- タケシオ - 調味塩（後に武田食品工業より発売）
- だし本番（後に武田食品工業より発売）
- だし亭（後に武田食品工業より発売）
- だしづくり・タケダ - 液体だし（後に武田食品工業より発売。現在はハウスウェルネスフーズより発売）

清涼飲料水
- C1000タケダシリーズ（現在はハウスウェルネスフーズより発売）
- プラッシー（後に武田食品工業より発売。現在はハウスウェルネスフーズより発売）
  - プラッシー50アップル缶
  - プラッシーアップルカップ
  - プラッシーオレンジ缶
  - プラッシーオレンジ瓶
  - プラッシーオレンジファミリーサイズ瓶
  - プラッシー50オレンジ缶
  - プラッシー50オレンジ瓶
  - プラッシー100オレンジ缶
  - プラッシー100オレンジ1ℓ瓶
  - プラッシーオレンジカップ
  - プラッシーオレンジスカッシュ缶
  - プラッシーオレンジスカッシュ瓶
  - プラッシー400オレンジ缶
  - プラッシーグレープ缶
  - プラッシーグレープ瓶
  - プラッシーグレープカップ
  - プラッシーグレープフルーツカップ
  - プラッシーグレープフルーツ
  - プラッシーグレープフルーツ缶
  - プラッシーグレープフルーツスカッシュ瓶
  - プラッシーコーラ缶
  - プラッシーコーラ瓶
  - プラッシーソーダグレープ缶
  - プラッシーソーダグレープ瓶
  - プラッシーつぶつぶオレンジ瓶
  - プラッシーつぶつぶオレンジファミリーサイズ瓶
  - プラッシーつぶつぶオレンジ缶
  - プラッシートマト缶
  - プラッシートマト瓶
  - プラッシーネクターピーチ缶
  - プラッシーネクターピーチ瓶
  - プラッシーネクターミックス缶
  - プラッシーネクターオレンジ缶
  - プラッシー100ミックス缶
  - プラッシー100ミックス1ℓ瓶
  - プラッシーVミックス缶
  - プラッシーソーダレモン酒入缶
  - プラッシーコーヒー（製造販売元：UCCボトラーズ）
  - プラッシー乳飲料UCCコーヒー
  - プラッシーブレンドコーヒー（ミルク入り）
  - ポケットプラッシー
- フレッシュ缶
- フレッシュ瓶
- スポーツドリンク・タケダブラック缶（炭酸）
- スポーツドリンク・タケダレッド缶（無炭酸）
- スポーツドリンク・タケダ（粉末）
- スポーツドリンク・タケダスクイズサイズ
- スポーツドリンク・タケダボトルカバー
- フレッシュサイダー缶
- フレッシュサイダー瓶
- セミ・スィートオレンジ&レモンタケダ缶

健康食品・その他食品
- プラッシーJ
- プラッシーJJJ
- プラッシーシャーベット
- プラッシーゼリー
- スイートミン7
- スイートミンF
- タケダのクッキングオイル
- ジェネフ
- シェフメイトルーブイヨン（ブラウン）
- シェフメイトルーブイヨン（ホワイト）
- ドレミ缶詰（チキンマッシュルームソース）
- ドレミ缶詰（ドライカレー）
- ドレミ缶詰（オニオンスープ）
- ドレミ缶詰（コーンスープ）
- ドレミ缶詰（コーンチャウダー）
- ドレミ缶詰（ヤサイスープ）
- ドレミ缶詰（ミートソース）
- ドレミ缶詰（ヴィシソワーズグラセ）
- ドレミ缶詰（ビーフカレー）
- ドレミ缶詰（タンシチュー）
- ドレミ缶詰（パンプキンクリームスープ）
- ドレミ缶詰（ビーフシチュー）
- ソフトしょうゆ「タケダ」
- ニッタケパック
- ハネー「タケダ」
- ベビーフード「タケダ」赤1号
- ベビーフード「タケダ」緑1号
- ベビーフード「タケダ」黄1号
- 水ようかん
- ビータードロップ

家庭用品
- クリアップ
- 粉せっけん「タケダ」
- 洗濯用洗剤「タケダ」
- 台所用洗剤「タケダ」第1期
- 台所用洗剤「タケダ」第2期
- 冷蔵庫用クリアップ
- クリーン「タケダ」（製造販売元：ミヨシ油脂）

殺虫剤
- ヨドキシン液
- ネオヨドキシン粉剤
- ネオヨドキシン末
- ネイヨドキシン液
- ハーモゾール
- メルトン
- ごきぶり用メルトン
- メルトンS
- メルトンエアゾル
- 油虫とりメルトンエアゾル
- メルトンスプレー

活性炭
- 白鷺 - 後に日本エンバイロケミカルズ（現・大阪ガスケミカル）より発売

塗料・しろあり防除剤
全てかつての製品であり、現在は日本エンバイロケミカルズ（現・大阪ガスケミカル）より発売
- キシラデコール（油性木材保護塗料）
- コンゾラン（水性木材保護塗料）
- ハンマーライト（鉄部用塗料）※現在は取扱中止
- キシラモン（業務用しろあり防除剤〈油性〉）
- ファーストガード（シロアリ防除剤〈カプリン酸〉）
- タケロック（シロアリ防除剤〈クロチアニジン〉）

環境測定器
- ELISAキット（製造販売元：和光純薬工業）

体温計
全てかつての製品。製造販売元:東芝化成工業（後の東芝硝子→旭テクノグラス、現・AGCテクノグラス）
- 東芝体温計ネオブルー
- 東芝体温計ネオブルーチャイルド
- 東芝体温計ネオブルーレディー
- ネオブルーA
- ネオブルーレディA
- ネオブルーチャイルドA
- 東芝基礎体温表（後に旭テクノグラス〈現・AGCテクノグラス〉より発売、商品名から「東芝」が消えて「基礎体温表」に）
- マツダ体温計（1分計）
- マツダ体温計（3分計）
- マツダ体温計おこさま用
- マツダ婦人体温計（棒状）
- マツダ体温計ネオフラット
- 東芝電子体温計（実測式・ブザー付） - 健康保険組合向け特納品

入れ歯洗浄剤
- ステラデント（輸入販売元:千寿製薬）

ペットフード
- スペシフィック

家庭園芸薬品・用品
本カテゴリの製品については、KINCHO園芸を参照のこと。
農薬
武田薬品工業時代の生産完了品のみ掲載。現在、農薬事業は住友化学に売却されている。
- 武田メル（有機水銀剤）
- クワコナコバチ（クワコナカイガラムシ寄生蜂剤〈クワコナカイガラヒメヤドリコバチ〉） - わが国最初の天敵農薬。生産費が高くつくことを理由に発売から1年で終売となった。
- 武田グラモキソン（パラコート）
- ナパール水和剤（カルタップ・メソミル水和剤）

ほか多数

## 主なスポンサー番組
一社提供番組
武田薬品工業一社提供のテレビ番組
- 世にも不思議な物語（日本テレビ系）
- おじさまはひとりもの（日本テレビ系）
- 武田ロマン劇場（日本テレビ系）
- 武田ショータイム（日本テレビ系）
- 武田洋画劇場（日本テレビ系）
- プロ野球ハイライト（日本テレビ系）
- 日本テレビ土曜8時枠連続ドラマ（日本テレビ系）
- 吉永小百合ショー（日本テレビ系）
- ラット・パトロール（日本テレビ系）
- 桃太郎侍（日本テレビ系）
- 昔三九郎（日本テレビ系）
- 五人の野武士（日本テレビ系）
- 笑ってよいしょ（日本テレビ系）
- セブンティーン -17才-（日本テレビ系）
- 夫婦学校（日本テレビ系。第1期のみ）
- サザエさん（KRテレビ系）
- タケダアワー（TBS系）
- JNNニュースコープ（TBS系）※その後、平日の筆頭スポンサーとなる日本生命に譲り、途中降板[注釈 4]。
- 銭形平次（フジテレビ系）
- ラブラブショー（フジテレビ系）
- アイ・アイゲーム（フジテレビ系）
- TVプレイバック（フジテレビ系、のち撤退）
上記3番組（フジ系日曜22時枠前半）は武田薬品と関連会社の千寿製薬・天藤製薬・グレラン製薬・ビオフェルミン製薬との合同。
- テレビドクター → サンデー・ドクター → おはよう!ドクター（読売テレビ、関西ローカル医療情報番組）※「協賛」としてクレジットされている。
- あの波の果てまで（NETテレビ系）
- 三角ゲーム・ピタゴラス（ABC制作・テレビ朝日系）
- 世界一周双六ゲーム（ABC制作・テレビ朝日系）※途中から同社を含む複数社提供となるが、末期はスポンサーから降板。
- さんまのからくりTV→さんまのSUPERからくりTV（TBS系）
※提供時間は2007年3月25日まで前半のみの提供。日曜時代の19時からの特番も「どうぶつ奇想天外!」も前半のみの提供。また、その後1年間は提供枠を1分に縮小して同社筆頭複数社提供となり、前半と後半を入れ替える形となっていたが「渡る世間は鬼ばかり（第9シリーズ）」に提供枠を移ることが決まり、「さんまのからくりTV」スタート以来提供していた枠から16年間撤退。「渡る世間は-」の第9シリーズ番組終了後の2009年4月以降は「総力報道!THE NEWS」スタートに伴い木曜20時へ移動した『関口宏の東京フレンドパークII』に30秒と『ぴったんこカン・カン』（金曜19:55-20:54に時間変更）に30秒＋「吉崎金門海峡」の1曜日に30秒へそれぞれ振り分けられている。
- 元気の源泉（TBS・BS-TBS）※ミニ番組
- Hello!毎日かあさん（テレビ東京）※ミニ番組

冠スポンサー番組
※ いずれもタイトルは「タケダスポーツスペシャル」として放送しているが、現在は終了。
- 横浜国際女子マラソン（奇数回はテレビ朝日制作、偶数回は日本テレビ制作）

複数社提供テレビ番組（主に30秒）
- ZIP!（日本テレビ系）※水曜の7時台ナショナルセールス枠
- Nスタ（TBS系、2021年10月から）※火曜の17時台ナショナルセールス枠
- アイ・アム・冒険少年（TBS系、2020年5月から）※2020年9月までPT扱い[注釈 5]、2020年10月より提クレ解禁。
- 櫻井・有吉 THE夜会（TBS系、2017年4月より提クレ表記、2017年3月末まではPT扱い）
- FNN Live News α（フジテレビ系、2020年4月より提クレ表記。2019年10月から2020年3月までは隔日、PT扱い）※隔日でカウキャッチャーを担当。
- 世界の何だコレ!?ミステリー（フジテレビ系、2016年10月から2017年3月まではPTだった）
- 土曜プレミアム（フジテレビ系、プレミアムステージ時代の2004年4月から30秒の提供を継続中。同時間枠内の提供は後述のゴールデン洋画劇場以来で、約11年ぶりの復活となった）
- Mr.サンデー（フジテレビ系）※前半枠ヒッチハイク
- FNSの日（フジテレビ系、2011年はPT扱い）
- 情熱大陸（MBS制作・TBS系、2022年4月から。60秒。）※一般用医薬品部門をアリナミン製薬に分離した後かつMBS制作では初の筆頭スポンサー番組。Sky株式会社から引き継ぎ
- 情報7daysニュースキャスター (TBS系、2015年3月までも提供しており、2022年10月に返り咲き)

過去
日本テレビ系
- 健康増進時代→Oh!診→からだ元気科
- 24時間テレビ 「愛は地球を救う」（90秒）
- 木曜スペシャル（60秒、1985年10月から1990年3月まで）
- 水曜ロードショー（60秒 → 末期のみ1985年〈昭和60年〉7月から9月まで30秒）
- 巨泉×前武ゲバゲバ90分!（第1期）
- 新ナポレオン・ソロ90分
- 巨泉×前武ゲバゲバ90分!（第2期）
- 火曜スペシャル
- 日本テレビ火曜8時枠時代劇
- TVジョッキー
- NTV紅白歌のベストテン
- 土曜ドラマ（60秒）
- 巨泉のこんなモノいらない!?（60秒）
- 知ってるつもり?!（60秒、1993年3月まで）
- 日本テレビ系ナイター中継枠
- NNNきょうの出来事
- ズームイン!!SUPER
- 熱中時代（2011年版、主演の佐藤隆太・松下奈緒がともにアリナミンのCMに出演しており、その縁で特別協賛・特別CMを放送）
- NEWS ZERO※ 2008年3月まで月 - 金曜で隔日提供・2008年4月からは木曜2部の提供。
- ワイルド7
- 世界まる見え!テレビ特捜部（日本テレビ系、60秒 → 2000年4月から30秒）※本番組を休止して特別番組を放送する際はPT扱い。2017年3月末で降板、後任はTOYO TIRES。

フジテレビ系
- ゴールデン洋画劇場（60秒）
- ナイター中継番組枠（毎年4月 - 9月）
- プロ野球ニュース（60秒 → 30秒）
- 森田一義アワー 笑っていいとも!（1986年 - 1987年3月 30秒）※隔日のナショナルセールス枠で同業者の小林製薬と共に提供。後任はPOLA。
- FNNスーパーニュース（2003年不定期のみ PT扱い）
- めちゃ×2イケてるッ!（2008年1月 - 3月 PT扱い）
- 全国一斉!日本人テスト
- プレミアムステージ
- ボクらの時代（PT扱い）
- 名古屋国際女子マラソン（毎年3月第2日曜日、東海テレビ制作・フジテレビ系 90秒）
- 東海テレビ制作昼の帯ドラマ（東海テレビ制作・フジテレビ系、PT扱い 2011年のみ）
- 関西テレビ制作火曜夜10時枠の連続ドラマ（関西テレビ制作・フジテレビ系、30秒）
- 大阪国際女子マラソン（毎年1月最終日曜日、関西テレビ制作・フジテレビ系）
- 北海道マラソン（1995年第9回 - 2009年第23回の8月最終週、北海道文化放送制作、「タケダスポーツスペシャル」として放送）

TBS系
- TBS系ナイターTV中継番組枠（毎年4月 - 9月）
- 金曜ドラマ（60秒）後任は同業者の三共 (現・第一三共ヘルスケア)も提供。かつては同業者のトクホンも提供、後は同業者の小林製薬も提供。
- JNNニュース22プライムタイム→JNNニュースデスク'88・'89
- ドラマ23（1989年4月-9月、番組末期のみ30秒）
- ダンロップフェニックストーナメント（MBS・MRT共同制作、1987年 - 1988年）
- 甦るマヤ・1989〜失われた大神殿の謎〜（MBS製作・TBS系、1989年9月24日放送）
- 甦るマヤ・1990〜密林に眠る大王を探して〜（MBS製作・TBS系、1990年9月2日放送）
- 月曜ドラマスペシャル（60秒、放送開始〜1992年3月まで、後任はセシール）
- TBS系列新春テレビ時代劇スペシャル作品枠（毎年1月1日）
- TBS木曜9時枠の連続ドラマ（渡る世間は鬼ばかり・第9シリーズ 60秒）
- アッコにおまかせ!
- NEWS23
- 関口宏の東京フレンドパークII
- ぴったんこカン・カン
- サンデーモーニング
- 輝く!日本レコード大賞（2007年・2011年）
- ホンネ日和（CBCテレビ製作・TBS系 2012年のみ、PT扱い）
- 水曜プレミア（第2期）（PT扱い）
- 今、この顔がスゴい!（PT扱い）
- 情報7days ニュースキャスター（2009年10月から2013年3月まで60秒、2013年4月から2015年3月まで30秒）
- 月曜ゴールデン→月曜名作劇場（PT扱い）
- メイドインジャパン!

テレビ朝日系
- アフタヌーンショー（60秒）
- ニュースステーション
- クイズタイムショック
- 日曜洋画劇場（60秒、※PT扱い）
- 朝だ!生です旅サラダ（ABC制作・テレビ朝日系）
- 全日本大学女子駅伝（大阪時代）（ABC制作・テレビ朝日系、2002年）
- 福岡国際マラソン（KBCテレビとの共同制作、「タケダスポーツスペシャル」として放送）
- 報道ステーション（テレビ朝日系）※火曜と金曜の22時台前半ナショナルセールス枠を同業者の小林製薬と隔週交代で提供[注釈 6][注釈 7]（2004年4月開始 - 2014年9月30日） → 日曜エンターテインメントまたは日曜洋画劇場（第2期）（2014年10月5日 - 2017年3月19日）（同局系）※PT扱い

テレビ東京系
- ワールドビジネスサテライト
- 戦国ナイター（東京12チャンネル時代末期）

ラジオ
- JRNナイター
1987年 - 1994年（水曜日のスポンサー）
1995年 - 2005年（火曜日のスポンサー）

補足
- ウルトラQやウルトラマンやウルトラセブンなどが放送されたTBS系「タケダアワー」[注釈 8]のオープニングキャッチに登場する建物は、大阪市淀川区十三本町に所在していた同社大阪工場内の中央研究所第1棟・第2棟である（2014年解体）。
- CMソングはその後1980年代にABC制作・テレビ朝日系列で放送された「三角ゲーム・ピタゴラス」と「世界一周双六ゲーム」でリニューアルバージョンが放送された。また、1993年にオープニングキャッチのCMソングの替え歌バージョンが同社の風邪薬「ベンザエース」[注釈 9]のCMソングに使われた。
- 2005年には室井滋が出演した「アクテージAN錠」のCMソングとしても使われたが、新たに曲付きの物を作ったのではなく、室井が、「タケダタケダタケダ〜のアクテージAN錠」とアカペラで歌っていた[注釈 10]。
- 提供クレジットは、1989年まで「武田薬品」と表示していたが、その後は鱗印付きの「タケダ」に、そして現在は、日本国外ロゴ（抱き山）マークの「Takeda」と表示している。ただし、読み上げは「武田薬品」のままである。
- 2021年12月1日、医療用医薬品事業をテーマとした企業ブランディングキャンペーンCMの放送を開始。企業と共同でドローンや自動配送ロボットを活用するなど地域医療の活性化に取り組む様や、京都大学との連携によるiPS細胞技術の発展、あらゆる壁を超えて創薬のイノベーションを築く当社のニューロサイエンスチームの多様性[16]など、2023年8月現在4種のTVCMが放映されている。
- なお一般用医薬品・医薬部外品・化粧品のTVCMは、2021年4月1日に武田コンシューマーヘルスケアからアリナミン製薬に移管するまで継続した。

## 歴代CM出演者
- 深田恭子 - アリナミンA
- 唐沢寿明 - アリナミンV、アリナミンV&V ROYAL、アリナミンV・アリナミンRオフ、アリナミンV ZERO
- 片瀬那奈 - アリナミンV・アリナミンRオフ
- ダチョウ倶楽部 (うち上島竜兵★)- アリナミンV、アリナミンV ZERO
- 山本彩（NMB48・AKB48） - アリナミン7・アリナミンゼロ7
- 渡部麻衣 - タケダ漢方便秘薬
- 吉岡更紗 - タケダ漢方便秘薬
- 田村笑美 - タケダ漢方便秘薬
- 南野陽子 - タケダ胃腸薬21、グラフィエ
- 仲程アンナ - アネトンせき止めZ液
- 中津川朋広 - アネトンせき止めZ液
- 浦山迅 - アネトンせき止めZ液
- 山下誠一郎 - アネトンせき止めZ液のナレーション
- 川栄李奈 - ベンザブロックSプラス
- 前川泰之 - ベンザブロックLプラス
- 小野彩香 - ベンザブロックIPプラス
- 鶴田祐也 - ニコレットシリーズ
- 阿久津ゆりえ - ハーブイン「タケダ」
- あべまみ - ハーブイン「タケダ」
- 宮原よしの - ハーブイン「タケダ」
- 三神エレナ - ハーブイン「タケダ」
- 奈苗 - ハーブイン「タケダ」
- 大谷英子 - ルビーナめぐり
- 太田拓男 - テレスHiシリーズ
- 小杉貴子 - テレスHiシリーズ
- 伽奈 - ストレージタイプH
- アイコ - ストレージタイプH
- 古川原真由美 - ハイシーローヤル
- ローヤルさん - ハイシーローヤル
- 三船敏郎★ - アリナミン、アリナミンF、アリナミンA25
- 黒沢祐一 - アリナミンA25（ラジオCMのみ）
- ザ・バロン - アリナミンA25（ラジオCMのみ）
- 長沢スミ子 - アリナミンA25（ラジオCMのみ）
- 一城みゆ希★ - アリナミンA25（ラジオCMのみ）
- デューク・エイセス - アリナミンA25（ラジオCMのみ）
- 柴俊夫 - アリナミンA25
- 名高達郎 - アリナミンA25
- 村上弘明 - アリナミンA25
- 桑原たけし（声優、俳優、ナレーション）★ - アリナミンV-DRINKのテレビCMナレーション
- マイケル・ハーダー - アリナミンV-DRINK
- アーノルド・シュワルツェネッガー - アリナミンVドリンク、アリナミンV&V
- 宮沢りえ - アリナミンV、アリナミンV&V
- 長塚京三 - アリナミンEXのCMナレーション
- 石橋蓮司 - アリナミンEXのCMナレーション
- 東山紀之 - アリナミンEX
- 倉崎青児（声優、ナレーション） - アリナミンEXのCMナレーション
- 安田佑子 - アリナミンEX（ラジオCMのみ）
- 坂口憲二 - アリナミンEX、アリナミンEX PLUS
- 桜井聖 - アリナミンEX PLUS
- 坂本龍一★ - アリナミンA25
- 岡本美登 - アリナミンA25
- 森本レオ - アリナミンA25
- 石倉三郎 - アリナミンA25
- かたせ梨乃 - アリナミンA25
- 日向勉 - アリナミンA25
- 秋本奈緒美 - アリナミンA25
- 犬山犬子 - アリナミンA25
- 西牟田恵 - アリナミンA25
- 平田満 - アリナミンA25
- 干潟智子 - アリナミンA25
- 加藤四朗 - アリナミンA
- 黒岩彰 - アリナミンV-DRINK
- 溝口和洋 - アリナミンV-DRINK
- 古賀稔彦★ - アリナミンV-DRINK
- 池乃めだか - アリナミンVドリンク
- 井上陽水 - アリナミンVドリンク
- 今田耕司 - アリナミンVドリンク
- 桑原和男★ - アリナミンVドリンク
- 島田珠代 - アリナミンVドリンク
- 中西喜美恵 - アリナミンVドリンク
- 島木譲二★- アリナミンVドリンク
- 原哲男★ - アリナミンVドリンク
- 東野幸治 - アリナミンVドリンク
- マック鈴木 - アリナミンV
- 橋本幸一 - アリナミンV
- 杉山愛 - アリナミンV
- 千葉智雄 - アリナミンV
- 金橋良樹 - 新アリナミンA
- 初代市川右近 - 新アリナミンA
- 小澤征悦 - 新アリナミンA
- 織田裕二 - 新アリナミンA
- 鈴木京香 - 新アリナミンA
- 平尾誠二★ - 新アリナミンA
- 吉野圭吾 - 新アリナミンA、アリナミンEX
- 神戸里奈 - 新アリナミンA、アリナミンEX
- 田中麗奈 - 新アリナミンA、アリナミンA
- 磯部勉 - 新アリナミンA、アリナミンV-DRINK、アリナミンEX、ベンザエース、ベンザブロックのCMナレーション
- バッキー木場 - 新アリナミンAのCMナレーション
- 細木美和 - アリナミンV
- 川幡由佳 - アリナミンV
- 川下大洋 - アリナミンV（ラジオCMのみ）
- 永澤俊矢 - アリナミンダイナミック
- 天海祐希 - アリナミンダイナミック
- スティーヴン・セガール - アリナミンダイナミック
- 藤谷文子 - アリナミンダイナミック
- ピエール瀧 - アリナミン7のCMナレーション
- 吉永幸一（声優、ナレーション） - アリナミン7のCMナレーション
- 本田修司 - アリナミン7シリーズのCMナレーション
- 室伏広治 - アリナミン7、アリナミン7ゴールド
- 丸山茂樹 - アリナミンV、アリナミンV&V NEW
- 細木美和 - アリナミンV
- 松原久史 - アリナミンVのCMナレーション
- 松永麻里 - アリナミンV
- 酒井敏也 - アリナミンV
- 山田かつろう - アリナミンV（ラジオCMのみ）
- 浅里昌吾 - アリナミンA
- 重光絵美 - アリナミンV・アリナミンV&V
- 水木薫 - アリナミンのCMナレーション
- 小林博 - アリナミンEX PLUS
- イッセー尾形 - アリナミンA（「店頭DVD」出演のみ）
- 池田良 - アリナミンブランド
- 松下奈緒 - アリナミンR、アリナミンV、アリナミンブランド
- 元村愁（声優、ナレーション） - アリナミンRのCMナレーション
- 櫻井麻美 - アリナミンR
- 石田ゆり子 - アリナミンA、アリナミンブランド
- 柳葉敏郎 - アリナミンEX PLUS、アリナミンブランド
- 滝川クリステル - アリナミンEX PLUS
- 池田光咲 - アリナミン
- 鳳恵弥 - アリナミン
- 仲嶺梨子 - アリナミンEX PLUS
- 加藤凛太郎 - アリナミン
- にいみ啓介 - アリナミンV
- 佐藤隆太 - アリナミンV、アリナミンR
- 桐谷美玲 - アリナミンRオフ
- 小出恵介 - アリナミンゼロ7、アリナミン7・アリナミンゼロ7
- 川島海荷 - アリナミンゼロ7、アリナミン7・アリナミンゼロ7
- 吉瀬美智子 - アリナミンA
- 西島秀俊 - アリナミンEX GOLD、アリナミンEX PLUS、アリナミン60周年
- 三田村周三 - タケダ胃腸薬
- 山本陽子★ - 新タケダ胃腸薬
- あべ静江 - 新タケダ胃腸薬
- フランキー堺★ - タケダ胃腸薬A末、タケダ漢方胃腸薬A、タケダ胃腸薬A・タケダ漢方胃腸薬A
- 竹中直人 - タケダ胃腸薬A・タケダ漢方胃腸薬A、タケダ胃腸薬A末
- 武田鉄矢 - アリナミンA25、タケダ胃腸薬21
- 河原さぶ - タケダ胃腸薬21
- 芦川よしみ - タケダ胃腸薬21
- 遠藤由美子 - タケダ胃腸薬21
- 富田靖子 - タケダ胃腸薬21
- 大沢麻湖 - タケダ胃腸薬21
- 吉田日出子 - タケダ胃腸薬21のCMナレーション
- 羽場裕一 - タケダ胃腸薬21のCMナレーション
- 鈴木千秋 - タケダ胃腸薬21のCMナレーション
- 風間杜夫 - タケダ胃腸薬 ザッツ
- 江川卓 - タケダ胃腸薬 ザッツ
- 掛布雅之 - タケダ胃腸薬 ザッツ
- 宮澤美保 - タケダ胃腸薬 ザッツ
- 小林麻央★ - ストレージシリーズ、ストレージタイプG、ストレージタイプH、ストレージタイプI
- 高森玄★ - タケダ男性化粧品 タケダフォーメン
- 藤田まこと★ - メルトン
- フラワーシスターズ - ハイシー
- ボニージャックス - ハイシー
- 酒井和歌子 - エルザC、ハイシー、ベンザ、いの一番
- 永野裕紀子 - ベンザ
- 南沙織 - ハイシー、ベンザ
- 森昌子 - ベンザ、ハイベンザ
- 松田洋二 - ベンザ
- 二階堂千尋 - ベンザ
- 佐野浅夫★ - ハイベンザ
- 中田光彦 - ベンザ鼻炎用カプセル
- 千代田進一 - ベンザ鼻炎用カプセル
- ゴダイゴ - ベンザエース
- 竹脇無我★- ベンザエース
- 森マリア - ベンザエース
- 城達也★ - ベンザエースのCMナレーション
- 中村雅俊 - ベンザエースD錠、アリナミンV・アリナミンV&V
- マリアン - ベンザエースD錠
- 斎藤清六 - ベンザエースD錠
- カゼくん（CMキャラクターのみ、1984年〈昭和59年〉 - 1985年〈昭和60年〉） - ベンザエース
- 塩沢兼人（声優)★ - ベンザエースのCMナレーション
- 小泉今日子 - ベンザエース、ベンザエースカプセル
- 田原俊彦 - ベンザエースカプレット
- L.A ピュープル - ハイシーS
- 網浜直子 - ハイシーS
- 七瀬なつみ - ハイシーS
- 勝新太郎★ - フローミンエース
- 牧瀬里穂 - ハイシーL[17]
- 桐島かれん - ハイシーL（1991年4月[17] - ）
- 鶴田真由 - ハイシーL、ハイシー1000
- 中島陽典 - ハイシーLのCMナレーション
- 仙道敦子 - ハイシーBメイト
- かとうれいこ - ハイシーBメイト
- 高垣麗子 - クリア
- 半田雅和（声優、ナレーション）★ - クリアのCMナレーション
- 山村美智子 - ハイシーBメイト
- 須藤理彩 - ハイシーBメイト
- 阿倍大輔（声優、ナレーション） - ハイシーBメイトのCMナレーション
- 山口久美子（声優、ナレーション） - ハイシーBメイトのCMナレーション
- 原田知世 - ハイシーホワイト2
- 浦浜昌二郎 - ハイシーホワイト2のCMナレーション
- 篠原涼子 - ハイシーBメイト2
- 森高千里 - ハイシーシリーズ、ハイシーホワイト2、ハイシーBメイト2
- 堂本光一 - ハイシーCEタイム、ハイシービフィーズ
- 竹花梓★ - ハイシーCEタイム
- 香椎由宇 - ハイシーL・ハイシー1000、ハイシードリンク
- 叶麗子 - ベンザ鼻炎用カプセル
- 鷲尾いさ子 - ベンザエースカプレット、ベンザエースシリーズ、ベンザ鼻炎用カプセル、ベンザブロック
- 京野ことみ - ベンザエースシリーズ
- 和久井映見 - ベンザブロック、ベンザブロックSP、ベンザブロックせき止め液、ベンザブロックL、ベンザブロックS、ベンザブロックIP、ベンザブロックのどスプレー、ベンザブロックトローチ
- 佐野史郎 - ベンザ鼻炎用カプセル
- パロウマコト（声優、ナレーション） - ベンザブロックのCMナレーション
- 麻生久美子 - ベンザブロック
- 伊東里織 - ベンザALスプレー
- 川平慈英 - ベンザブロック、ベンザAL、ベンザALスプレー
- 麻木久仁子 - ベンザブロックSP
- 鈴木史朗 - ベンザブロックせき止め液、ベンザブロックのどスプレー、ベンザブロックトローチ
- 今井陽子 - ベンザAL、ベンザALスプレー
- 栗山英樹 - ベンザブロック
- 益子直美 - ベンザブロックSP
- 青島健太 - ベンザブロック
- はしのえみ - ベンザブロックSP
- 阿川佐和子 - ベンザブロックIP
- 中尾みち雄 - アクテージAN錠のCMナレーション
- デッサン人形（CMキャラクターのみ） - アクテージAN錠
- 掛川裕彦（声優、ナレーション） - スコルバダッシュのCMナレーション
- 小島奈津子 - ベンザブロックS
- 段田安則 - ベンザブロックL
- 森口博子 - ベンザブロックIP
- 大空眞弓 - いの一番
- 八千草薫★ - いの一番
- 南田洋子★ - タケダ だしづくり
- 長門裕之★- タケダ だしづくり
- 清水ミチコ - 新玄
- 奥貫薫 - シャンラブハーブ
- 桂木文 - タケダ漢方便秘薬
- 有森也実 - タケダ漢方便秘薬
- とよた真帆 - タケダ漢方便秘薬
- 田村翔子 - タケダ漢方便秘薬
- 相原勇 - タケダ漢方便秘薬
- 佐藤康恵 - タケダ漢方便秘薬
- 小川まどか - タケダ漢方便秘薬
- 荘子 - タケダ漢方便秘薬
- 小日向しえ - タケダ漢方便秘薬のCMナレーション
- 臼田あさ美 - タケダ漢方便秘薬
- 青木祥子 - タケダ漢方便秘薬
- 英京 - タケダ漢方便秘薬
- 清水めぐみ - タケダ漢方便秘薬
- 勝又真鈴 - タケダ漢方便秘薬
- 香坂みゆき - ベンザブロックS
- 佐々木蔵之介 - ベンザブロックL
- 西村知美 - ベンザブロックIP
- 岸田真弥 - スコルバ
- 山内章広 - スコルバダッシュ
- 屋良有作（声優、ナレーション） - スコルバダッシュのCMナレーション
- 樹又ひろこ（声優、ナレーション） - スコルバLXパウダーインのCMナレーション
- 加藤亮夫（声優、ナレーション） - アリナミンV、スコルバダッシュのCMナレーション
- 白井晃 - ベンザ鼻炎薬α
- レギュラー - スコルバ24
- ちはる - ベンザブロックS
- 生瀬勝久 - ベンザブロックL
- 柴田倫世 - ベンザブロックIP
- 立木文彦（声優、ナレーション） - スコルバダッシュのCMナレーション
- 早見優 - ベンザブロックS
- 薬丸裕英 - ベンザブロックL
- 高畑淳子 - ベンザブロックIP
- 坂口揺 - ベンザブロックせき止め錠・ベンザブロックトローチ
- 室井滋 - 新玄、アクテージSN錠、貼るアクテージシリーズ、アクテージAN錠、新カルシチュウD3
- 真矢みき - アクテージSN錠
- 渡辺力（声優、ナレーション） - アクテージSN錠のCMナレーション
- 宮腰理 - スコルバEXのCMナレーション
- 樋渡真司 - スコルバEX
- 仲坪由紀子 - スコルバEX
- 田中美佐子 - ルビーナ
- イチキ游子 - ルビーナのCMナレーション
- 堀ちえみ - ベンザブロックS
- 辰巳琢郎 - ベンザブロックL
- 木佐彩子 - ベンザブロックIP
- 濱崎茜 - ベンザブロックせき止め錠
- 乙葉 - ベンザブロックS
- 寺脇康文 - ベンザブロックL
- 松本志のぶ - ベンザブロックIP
- 新山千春 - ベンザブロックS
- 別所哲也 - ベンザブロックL
- 千野志麻 - ベンザブロックIP
- 山崎樹範 - ベンザブロックせき止め液 1回量のみ切りタイプ
- 仲間由紀恵 - ベンザブロックシリーズ
- 綾瀬はるか - ベンザブロックシリーズ、ベンザブロックプラスシリーズ
- 水野裕子 - ベンザブロックS
- 細川茂樹 - ベンザブロックL
- 髙田万由子 - ベンザブロックIP
- 根本美緒 - ベンザブロックS、ベンザ滋養液
- 要潤 - ベンザブロックL、ベンザ滋養液
- 小泉孝太郎 - ベンザブロックIP、ベンザ滋養液
- 鈴木ちなみ - ベンザブロックSプラス
- 速水もこみち - ベンザブロックLプラス
- 国仲涼子 - ベンザブロックIPプラス
- JIN - ベンザ鼻炎薬α <1日2回タイプ>
- 川原麻衣 - マイティアアイテクト アルピタット
- 長野美郷 - ベンザブロックSプラス
- 溝端淳平 - ベンザブロックLプラス
- 板谷由夏 - ベンザブロックIPプラス
- 夏帆 - ハイシーバランス
- 高見侑里 - ベンザブロックSプラス
- 尾上松也 - ベンザブロックLプラス
- ホラン千秋 - ベンザブロックIPプラス
- 滝口順平(声優、ナレーター)★ - ピータードロップのボイスロゴ

## 出来事
訴訟
2014年4月に米国の男性が同社を相手取って起こしていた訴訟で、ルイジアナ州ラフェイエットの連邦地裁の陪審は4月7日、当社に60億ドル（約6200億円）の懲罰的損害賠償金の支払い義務があると認定した。
米連邦裁判所でのアクトス関連訴訟は2,700件以上起こされている。
税務問題
2006年に同社は、大阪国税局の税務調査で、移転価格税制の適用を受け571億円を追徴課税された。これについて同社は異議申立てを行い、2012年4月6日に同国税局は異議申立てを認め、追徴課税を返還することを決定した。
2017年には、同国税局の税務調査により、海外取引に絡んで、移転価格税制に基づき2015年3月期までの5年間で約71億円の申告漏れを指摘されていたことが判明し、同社は過少申告加算税を含む法人税や地方税の追徴税額約28億円を含め全額納付した一方で、処分を不服として同局に対し再調査を請求するとしている。
臨床研究への組織的関与
2001年から2005年までにかけて京都大学などが行った高血圧治療薬の臨床研究「CASE-J」において、同社が開発したブロプレスについて付加価値を向上させる目的で、企画段階から学会での発表に至るまで組織的に関与していたことが、2014年に明らかになった。論文ではブロプレスと対照薬で主要な効果に差はなかったが、当社側が作った医師向けの広告には、長期間使うとブロプレスの方が有利と印象づける文言が使われ、グラフもブロプレスに有利な方向にわずかにずれていた。当社の調査では、ずれが生じた理由は「確認することができなかった」としている。この広告に臨床研究データを不適切に使用していた問題に関して，厚生労働省は医薬品医療機器法（旧薬事法）で禁じる誇大広告に当たるとして、同社に業務改善命令を発出した。
無菌処理工程の逸脱
アメリカ食品医薬品局（FDA）による同社光工場（山口県）の査察の結果、医薬品の無菌処理工程で手順書からの逸脱や汚染を防止するためのプロセス設計および医薬品の無菌性を保証する試験の不備が見つかった。FDAは同社からの指摘事項に対する回答が不十分と判断し、同社光工場に対してWarning Letterを発出した。
高額報酬
2017年のAnswers Newsの医薬品企業の役員報酬ランキングによると、社長のクリストフ・ウェバーが10億4800万円と開示され、従業員平均の103.3倍に上る。研究開発担当のアンドリュー・プランプも4億2500万円、取締役会長で、現在、相談役の長谷川閑史も4億900万円とされ、他の企業と比較して、役員報酬は高い。

## 書籍

### 社史
- 武田百八十年史 1962年発行。
- 武田長兵衛 1982年発行。
- 武田二百年史（本編、資料編） 1983年5月発行。
- 武田二百年 1984年6月発行、811ページ。
- 小西新兵衛 1996年1月発行。
- 武田薬品工業株式会社230年社史（日本語版）
- 武田薬品工業株式会社230年社史（英語版）

### 製品資料
- 武田医療用医薬品添付文書集（非売品。病院及び特定の医薬卸業のみに配布。毎年）
- 武田薬報（昭和21年 - 現在）
- 武田製品添付文書集（一般用医薬品・医薬部外品・医療用具を対象。非売品。薬局・薬店、薬品卸業に配布。昭和時代 - 平成15年）
- 武田薬品ヘルスケア製品添付文書集（一般用医薬品・医薬部外品を対象。非売品。薬局・薬店、薬品卸業に配布。平成16年 - 現在）
- タケダOTC製品ガイド（非売品。薬局・薬店、薬品卸業に配布。毎年）